# Samarcanda
Samarcanda (em usbeque: Samarqand; em tajique: Самарқанд; em persa: سمرقند; em russo: Самарканд; em turco: Semerkand), também conhecida como Marcanda (Markanda), é a terceira maior cidade do Usbequistão, situada no sudeste do país. É a capital da província homónima e uma das cidades mais antigas continuamente habitadas da Ásia Central. O município tem 89,4 km² de área e em 2020 tinha 513 572 habitantes (densidade: 5 744,7 hab./km²). A área metropolitana tinha cerca de 950 000 habitantes. É uma das maiores atrações turísticas e um dos centros de comércio mais importantes do país.
Embora não haja evidências diretas de quando a cidade foi fundada, algumas teorias propõem que foi fundada no século VIII ou VII a.C. No tempo do Império Aqueménida da Pérsia, era capital da satrapia soguediana. Foi conquistada por Alexandre, o Grande em 329 a.C. A cidade foi depois governada por uma sucessão de líderes iranianos e turcomanos até ter sido conquistada pelos mongóis durante o reinado de Gêngis Cã em 1220. Samarcanda prosperou graças à sua localização, num vale fértil irrigado e na Rota da Seda, no caminho entre a China e o Mediterrâneo e em algumas ocasiões foi a maior cidade da Ásia Central.
A cidade é também famosa por ter sido um importante centro de estudos islâmicos, onde nasceu o movimento cultural e científico conhecido como Renascimento Timúrida. No século XIV, Timur (Tamerlão) fez dela a capital do seu império (Timúrida), dotando-a de magníficos edifícios dignos de uma capital imperial, como o seu mausoléu, o Gur-i Amir. Outros locais notáveis da cidade antiga são, por exemplo a Mesquita de Bibi Hanim, reconstruída durante o período soviético, e a Praça Reguistão, o antigo centro da cidade, que é rodeada por três edifícios monumentais. A cidade preservou cuidadosamente as tradições dos antigos ofícios, como os bordados, nomeadamente em ouro, tecelagem de seda e trabalhos em cobre e madeira entalhada. Entre 1925 e 1930 foi a capital da República Socialista Soviética Usbeque. Em 2001 foi inscrita na lista do Património Mundial da UNESCO com o nome "Samarcanda - cruzamento de culturas".
A Samarcanda moderna está dividida em duas partes: a antiga e a nova. Esta última desenvolveu-se durante os anos do Império Russo (a partir de 1868) e da União Soviética e é onde se situam os os edifícios governamentais, centros culturais e estabelecimentos de ensino. Na parte antiga encontram-se os monumentos históricos, lojas e as casas antigas.

## Etimologia
Samarqand provém dos termos soguediano samar ("fortaleza") e kand ("pedra" ou "rocha"). Aquando da conquista de Alexandre, o Grande, em 329 a.C., a cidade era conhecida em sânscrito como Marcanda (मार्कण्ड), que foi transcrito em grego como Μαράκανδα (Maracanda). Mais recentemente, há autores que defendem uma origem etimológica anacrónica: Samarkand é um nome com origem no sânscrito e no persa antigo que significa "campo de batalha" — em sânscrito samar significa "batalha" ou "conflito" e kand ou kent "lugar" ou "área". Desta forma, o topónimo ilustra bem a posição de Samarcanda no limite dos mundos turcomano e persa.[carece de fontes?]

## História

### Da Pré-história até à conquista islâmica noséculo VIII
Embora não haja evidências diretas de quando a cidade foi fundada, algumas teorias propõem que foi fundada no século VIII ou VII a.C., pelo que, juntamente com Bucara, Samarcanda é uma das cidades mais antigas da Ásia Central. Desde os seus primeiros tempos que Samarcanda foi um dos principais centros políticos, culturais e comerciais da civilização soguediana. Durante o Império Aqueménida persa, a cidade foi a capital da satrapia soguediana. A sua localização, num vale fértil irrigado e na Rota da Seda, no caminho entre a China e o Mediterrâneo, ajudou a que prosperasse e em diversas alturas da história foi a maior cidade da Ásia Central. Ao longo da sua história, foi ocupada ou governada por diversos povos e teve comunidades religiosas muito diversas, como o budistas, zoroastristas, hindus, maniqueístas, judeus, cristãos (principalmente orientais, mas também católicos) e muçulmanos.
Em escavações arqueológicas realizadas nos limites da cidade (em Syob e no centro da cidade) e em áreas suburbanas (em Hojamazgil e Sazag'on), foram descobertos vestígios que atestam atividade humana no Paleolítico Superior, há 40 000 anos. Nos subúrbios de Sazag'on-1, Zamichatosh e Okhalik há um conjunto de sítios arqueológicos mesolíticos do 12.º ao 7.º milénio a.C. Os canais de Syob e de Darg'om, que abastecem de água a cidade e os seus subúrbios, foram aparentemente construídos cerca dos séculos VII a V a.C., na Idade do Ferro primitiva.[carece de fontes?]
A cidade foi provavelmente fundada por soguedianos, um povo cita, que se sedentarizou  na região durante o primeiro milénio a.C., e deu o nome a Soguediana. A cultura e a língua soguediana foram gradualmente desaparecendo com a chegada de persas muçulmanos e turco-mongóis durante a Idade Média. No entanto, os habitantes de algumas poucas aldeias em volta da cidade ainda continuam a falar um dialeto de origem soguediano.[carece de fontes?] O sítio arqueológico de Afrassíabe, situado na parte nordeste da cidade, foi escavado pela missão arqueológica franco-usbeque de Soguediana (MAFOUZ). Nela foram descobertos vestígios de ocupação esporádica ao longo da Idade do Bronze e da Idade do Ferro, muralhas e um sistema de abastecimento de água urbano, que atestam uma fundação urbana entre 650 e 550 a.C. Também foram desenterrados as ruínas duma antiga cidadela e fortificações, o palácio do soberano, que tem pinturas murais, e bairros residenciais e de artesãos.

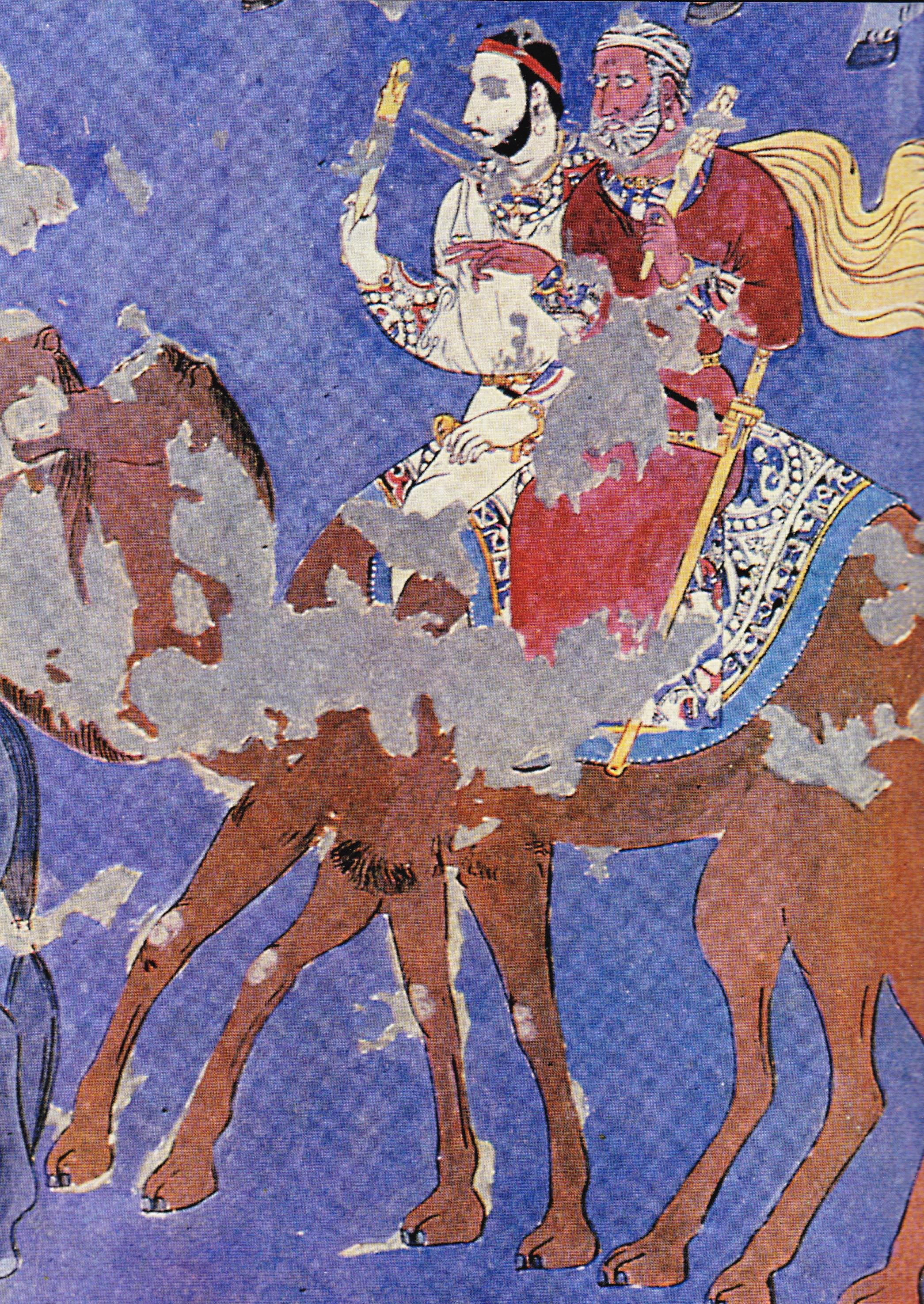
Detalhe do mural Pintura dos Embaixadores, representando embaixadores estrangeiros, encontrado nas ruínas duma casa aristocrática de Afrassíabe do tempo do reinado do rei soguediano de Samarcanda Varcumã

Alexandre, o Grande conquistou Maracanda em 329 a.C. As fontes históricas fornecem apenas algumas pistas sobre o subsequente sistema de governo, mencionando que um tal Orépio se tornou governante "não pelos seus ancestrais, mas como um presente de Alexandre". Embora a cidade tivesse sofrido danos significativos durante a conquista inicial de Alexandre, ela recuperou rapidamente e floresceu sob a nova influência helenística. Nesta altura surgiram novas técnicas de construção importantes — os tijolos oblongos foram substituídos por quadrados e foram introduzidos métodos mais avançados de alvenaria e reboco. As conquistas de Alexandre introduziram a cultura grega clássica na Ásia Central e durante algum tempo, a estética grega influenciou fortemente os artesãos locais. Este legado helenístico perdurou quando a cidade integrou vários estados sucessores nos séculos seguintes, como o Império Selêucida, o Reino Greco-Báctrio e o Império Cuchana (apesar dos cuchanas terem as suas origens na Ásia Central). Após o estado cuchana ter perdido o controlo de Soguediana durante o século III d.C., Samarcanda entrou em declínio como centro económico, cultural e político, do qual só recuperou significativamente dois séculos depois.[carece de fontes?]
Em 260 Samarcanda foi tomada pelos persas sassânidas. Durante o período sassânida a região tornou-se um centro importante do culto maniqueísta e contribuiu fortemente para a disseminação dessa religião na Ásia Central. No século V os heftalitas (hunos brancos) conquistaram a cidade e controlaram-na até terem sido derrotados pelos goturcos em aliança com os sassânidas na batalha de Bucara, c. 560. O domínio dos goturcos foi breve, terminando na sequência de terem sido derrotados na primeira guerra perso-turca em 589. Depois da conquista muçulmana da Pérsia em meados do século VII, a cidade foi conquistada pelo Canato Turco Ocidental, que poucos anos depois sucumbiu com as campanhas vitoriosas da Dinastia Tang. A cidade passou então a ser um protetorado chinês, que pagava tributo aos Tang.
Nessa época, Soguediana, de que Samarcanda era a principal cidade, era um dos centros mais importantes do comércio mundial, situada numa localização ideal, no cruzamento das rotas entre a China, Índia, Pérsia e o Império Bizantino. Os mercadores soguedianos conheceram então o seu apogeu e controlavam um vasto império comercial que dominava as trocas comerciais em toda a Ásia Central, penetrando até nos grandes impérios, em particular na China dos Tang. Os mercadores soguedianos dominaram durante muito tempo o comércio chinês graças a disposições legais que os favoreciam e alguns soguedianos chegaram mesmo a ser nomeados para casrgos importantes na administração chinesa. A maioria dos caravançarais da Rota da Seda eram de estabelecimentos soguedianos. O célebre peregrino e viajante chinês Xuanzang passou por volta de 631 por Tasquente e Samarcanda, no decurso do seu périplo em busca de manuscritos sagrados budistas e deixou o seguinte testemunho sobre a cidade:[carece de fontes?]
| “ | A sua capital [da Soguediana] tem mais de 20 lis de perímetro (cerca de 10 km), excessivamente forte e com uma importante população. A terra tem um grande entreposto comercial, é muito fértil, abundam as flores e árvores e dá muitos e belos cavalos. Os seus habitantes são artesãos hábeis e enérgicos. Todas as terras Hou (iranianas) consideram este reino como o seu centro e fazem dele um modelo das suas instituições. O rei é um homem de espírito e coragem a quem os estados vizinhos obedecem. Tem um exército formidável no qual a maior parte dos soldados são `chakir´. São homens de grande valor, que veem na morte um regresso aos seus antepassados, e contra os quais nenhum inimigo combate sem temor. | ” |
|   | — Xuanzang . |   |

### Da conquista islâmica doséculo VIIIaté ao XIX
No ano 96 A.H. (715), Cutaiba tomou a decisão de conquistar Casgar, a cidade chinesa mais próxima. Começou então a sua expedição, levou consigo as famílias dos soldados que deixou em Samarcanda, cruzou o rio Sir Dária e organizou um contingente para proteger a passagem e impedir que as tropas voltassem sem a sua permissão. Em seguida, enviou sua vanguarda para Casgar, onde fizeram saques e prisioneiros. Pôs-lhes a coleira de tributários e avançou com a expedição para o interior da China.
O rei da China escreveu a Cutaiba pedindo-lhe que lhe enviasse um nobre árabe para informá-lo sobre os árabes e a sua religião. Cutaiba escolheu dez árabes, entre os quais Hohayra ibn Mochamraj al-Kilabi, e deu a ordens para que lhes fosse fornecido bom equipamento, roupas de seda e tecidos de ramagem, e quatro cavalos. Disse-lhes: “Façam-lhe saber que não partirei antes de pisar em solo chinês, acorrentar os seus príncipes e receber os seus saques”.

Cerca de 710, os exércitos do Califado Omíada comandados por Cutaiba ibne Muslim tomaram a cidade aos turcos durante a conquista da Transoxiana. Em Samarcanda conviviam então diversas religiões, desde ao zoroastrismo, seguido pela maior parte da população, ao cristianismo nestoriano, passando pelo judaísmo, hinduísmo, budismo e maniqueísmo. Em geral Cutaiba não fixou árabes na Ásia Central; obrigava os governantes locais a pagarem-lhe tributo mas em larga medida dava-lhes grande autonomia. Samarcanda foi uma exceção a essa sua política: Cutaiba colocou uma guarnição e uma administração árabe na cidade, o templos do fogo zoroastristas foram demolidos, foi construída uma mesquita e grande parte da população foi convertida ao islão. Em resultado disso, a longo prazo a cidade desenvolveu-se como um centro de ensino árabe e islâmico.
Segundo a lenda, durante o Califado Abássida, foi obtido o segredo do fabrico de papel de dois prisioneiros chineses da batalha de Talas de 751, o que levou à criação da primeira  fábrica de papel do mundo islâmico em Samarcanda. O segredo espalhou-se depois para o resto do mundo islâmico e posteriormente para a Europa.  
O controlo abássida direto de Samarcanda dissipou-se rapidamente e foi substituído pelo dos samânidas (819–999), que nominalmente ainda eram vassalos do califa enquanto tiveram a cidade. A cidade tornou-se a capital do Império Samânida e ganhou ainda mais importância como cruzamento de numerosas rotas comerciais. Cerca do ano 1000 os samânidas foram derrubados pelos caracânidas. Nos dois séculos seguintes, Samarcanda foi governada por uma sucessão de tribos turcomanas, incluindo os seljúcidas e os corásmios.
O autor persa do século X Alistacri, que viajou na Transoxiana, dá-nos uma vívida descrição das riquezas naturais da região, a que ele chamou "Soguediana Samarcandiana" (Sogd Samarcandiana): «Não conheço qualquer lugar nela ou na própria Samarcanda onde uma pessoa não veja verdura e um local aprazível se subir a um sítio alto, e em nenhum lugar perto dela há montanhas que tenham falta de árvores ou uma estepe poeirenta [...] Soguediana Samarcandiana [...] estende-se oito dias de viagem através de verdura e hortas contínuas [...] O verde das árvores e  e dos terrenos semeados estende-se pelas duas margens do rio [Soguede] [...] e para além destes campos há pastagens para rebanhos. Em cada uma das cidades e aldeias há uma fortaleza [...] É o mais fecundo de todos os países de Alá; nele estão as melhores árvores e frutos, em todas as casas há hortas, cisternas e água a correr.»[carece de fontes?]
O matemático, astrónomo e poeta persa Omar Caiam residiu na cidade de 1072 a 1074, antes de se instalar em Ispaã, no Irão, por convite do sultão seljúcida Maleque Xá I. Foi em Samarcanda que escreveu um tratado de álgebra.

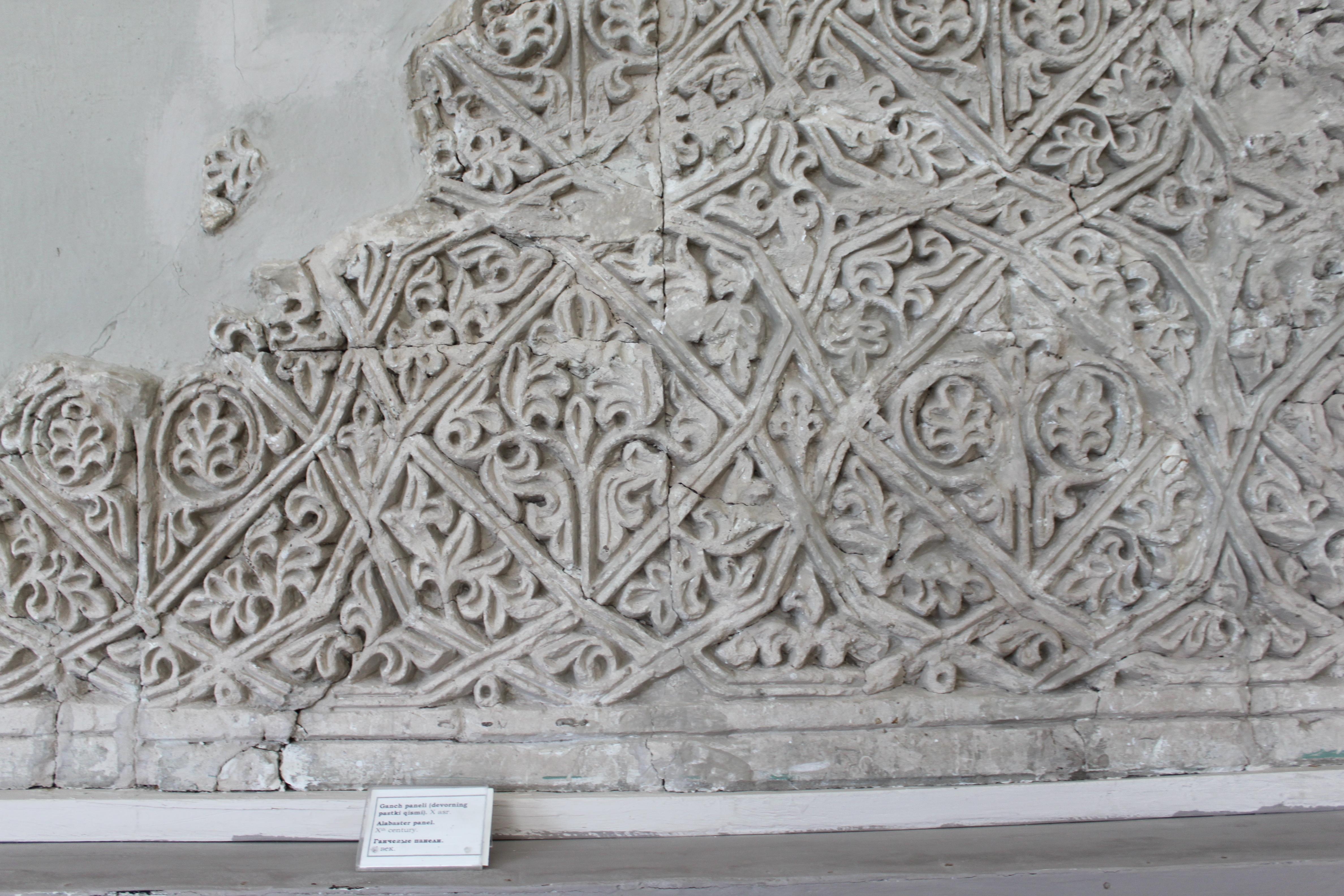
Painel de alabastro do período islâmico (século X)

Os mongóis conquistaram Samarcanda em 1220. Apesar de de Gêngis Cã "não ter perturbado de forma alguma os habitantes [da cidade]", o historiador persa Juveini relatou que os mongóis mataram todos os que se refugiaram na cidadela e na mesquita, saquearam a cidade completamente e recrutaram à força 30 000 jovens e igual número de artesãos. A cidade sofreu pelo menos mais um saque dos mongóis, por Baraque (r. 1266–1271), para obter o financiamento que precisava para pagar um exército. A cidade integrou o Canato de Chagatai, um dos quatro estados sucessores do Império Mongol) até 1370.[carece de fontes?]
Marco Polo não passou em Samarcanda, pois o seu itinerário para a China seguia mais a sul, pelo Afeganistão, mas o seu pai e tio foram até Bucara pela Rota da Seda tradicional, cujo prolongamento natural atravessava Samarcanda antes chegar às montanhas do Pamir. Marco Polo escreveria o que lhe contaram no seu livro “Livro das Maravilhas do Mundo”: «Samarcanda é uma muito nobre e enorme cidade, onde se encontram belos jardins e todos os frutos que o homem possa desejar. As suas gentes são cristãs e sarracenas. Os jardins são do sobrinho do Grande Cã, tio e sobrinho não são amigos e frequentemente têm querelas.». O veneziano conta também a história duma igreja cristã que milagrosamente permaneceu de pé, apesar da destruição de parte a sua coluna de suporte central.
Segundo o explorador e mestre taoista Qiu Chuji (1148  1227), à semelhança da região do Ienissei e da Mongólia Exterior, Samarcanda tinha uma comunidade de artesãos de origem chinesa. Após Gêngis Cã ter conquistado a Ásia Central, os cargos de administradores governamentais foram entregues a estrangeiros. Chineses e quitais (khitans) foram nomeados de coadministradores de terrenos em Samarcanda, o que não era permitido que os muçulmanos fizessem. O canato autorizou a instalação de dioceses cristãs.
O viajante norte-africano ibne Batuta, que visitou a cidade em 1333, considerou-a «uma das maiores e melhores cidades, e a mais perfeita delas em beleza» e relatou que os pomares eram abastecidos de água através de noras.
| “ | Rumei para a cidade de Samarcanda, uma das maiores, mais belas e magníficas cidades do mundo. Está construída nas margens de um rio chamado rio Fulons, e coberto com máquinas hidráulicas que regam os jardins. É perto desse rio que os habitantes da cidade se reúnem, após a oração das quatro horas da tarde, para se divertirem e passearem. Têm plataformas e assentos para se sentarem e lojas que vendem frutas e outros alimentos. Havia também palácios consideráveis à beira do rio, e monumentos que anunciaram a elevação do espírito dos habitantes de Samarcanda. A maior parte deles está em ruínas e grande parte da cidade também foi devastada. Não tem muralhas nem portas. Os jardins estão no interior da cidade. Os habitantes de Samarcanda têm qualidades generosas e são amigáveis com os estrangeiros; são melhores do que os de Bucara. | ” |
|   | — — ibne Batuta. Viagens, Tomo II . |   |

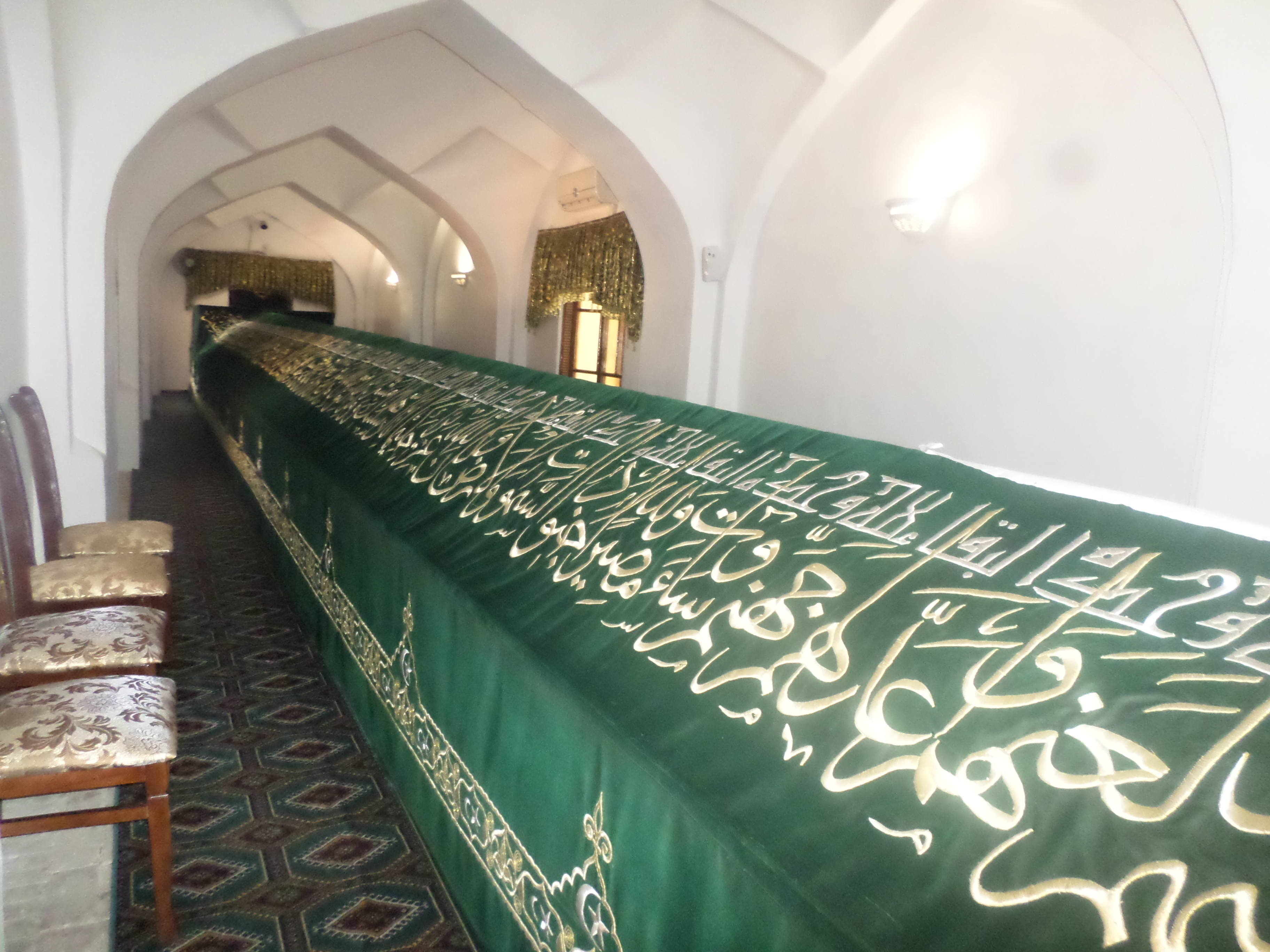
do Profeta Daniel. Os supostos restos mortais de Daniel foram levados de Susã para Samarcanda por Tamerlão. O sarcófago tem 18 metros de comprimento porque segundo a lenda uma das pernas do profeta continua a crescer e quando já não couber no sarcófago ocorrerá o fim do mundo.

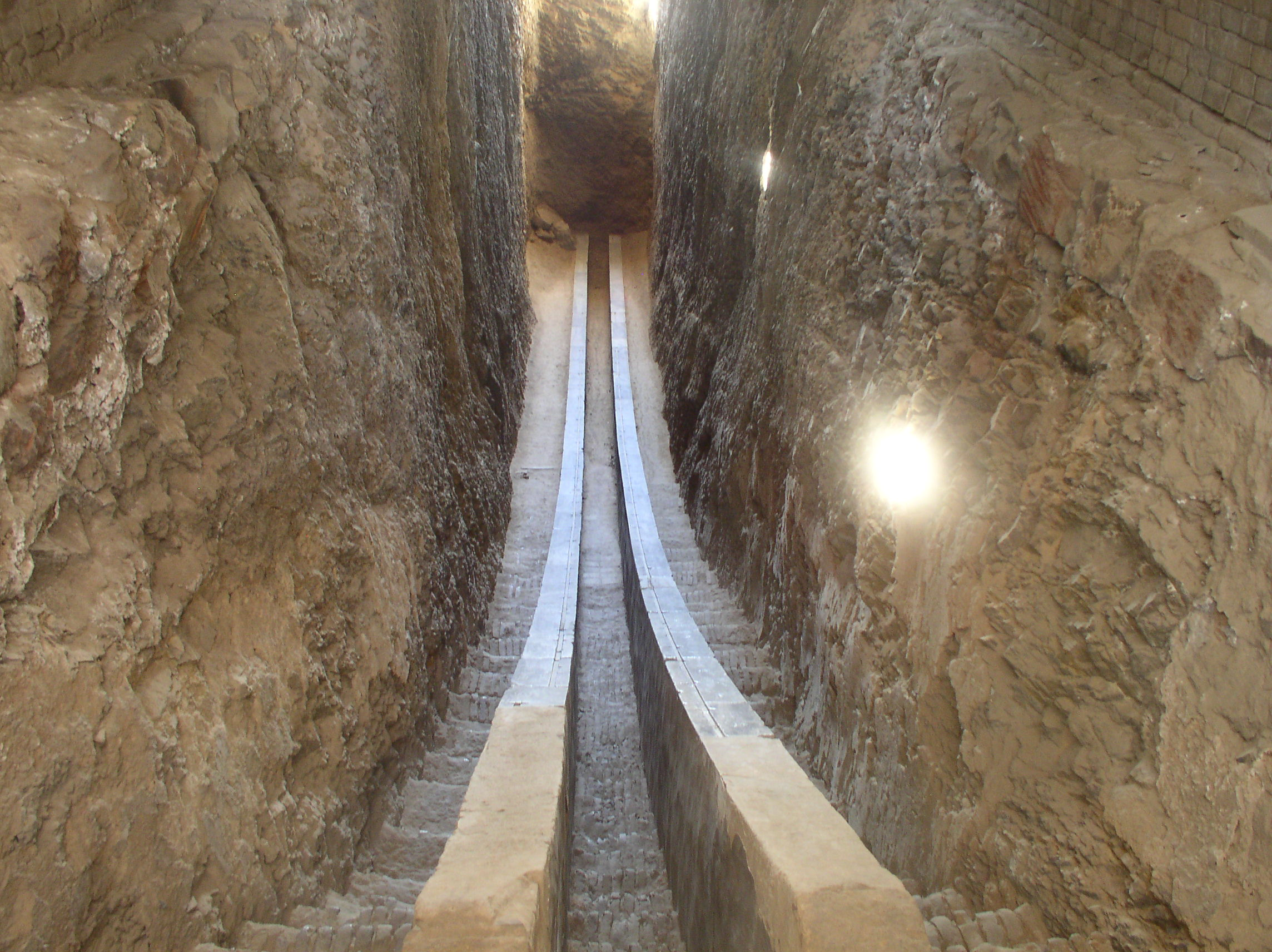
Parte do sextante do Observatório de Ulugue Begue

Em 1365, ocorreu uma revolta na cidade contra o domínio do canato mongol de Chagatai. Cinco anos depois, Timur (Tamerlão), o fundador do Império Timúrida, fez de Samarcanda a sua capital. Nos 35 anos seguintes ele reconstruiu a maior parte da cidade e levou para lá grandes artesãos de todo o seu império. Tamerlão ganhou reputação de patrono das artes e a sua capital cresceu até se tornar o principal centro da região da Transoxiana. A dedicação do soberano às artes é evidente na forma como demonstrava piedade em relação aos que tinham talentos artísticos, em contraste com a crueldade com que tratava os seus inimigos. As vidas de artistas, artesãos e arquitetos eram poupadas para que pudessem melhorar e embelezar a capital timúrida. Foi Timur que levou de Susã para Samarcanda os supostos restos mortais do Profeta Daniel (Khoja Doniyor em usbeque), cujo mausoléu é ainda hoje um local de peregrinação de todas as religiões abraâmicas.
Timur também se envolveu diretamente em projetos de construção e os seus desejos frequentemente excediam os conhecimentos técnicos dos seus arquitetos. A cidade estava constantemente em obras e era frequente o soberano ordenar a reconstrução rápida de edifícios quando não ficavam ao seu gosto. Deu ordens para que Samarcanda só fosse acessível por estradas, para o que foram escavados fossos profundos e muralhas com 8 km de perímetro, que separavam a cidade das suas vizinhanças. Nesse tempo Samarcanda tinha cerca de 150 000 habitantes. Ruy González de Clavijo, embaixador do rei Henrique III de Castela, que esteve na cidade entre 1403 e 1406, testemunhou a construção infindável que acontecia na cidade: «A mesquita que Timur mandou construir em memória da mãe da sua esposa [...] pareceu-nos a mais nobre de todas as que visitámos na cidade de Samarcanda, mas assim que foi concluída ele começou a encontrar defeitos no portão de entrada, que ele agora dizia ser muito baixo e deveria ser imediatamente derrubado.»
Entre 1424 e 1429, o eminente astrónomo Ulugue Begue, neto de Tamerlão, construiu o observatório agora conhecido com o seu nome na cidade. O seu sextante tinha 11 metros e chegou a ser colocado no cimo numa estrutura com três andares, mas foi mantido no chão para o proteger de sismos. Calibrado ao longo do seu comprimento, foi o maior quadrante de 90 graus do seu tempo. Ali foram desenvolvidos trabalhos de grande qualidade, com a colaboração de 70 sábios, entre os quais Qadi-zadeh Rumi, Alcaxi e Ali Cusji. Contudo, o observatório foi destruído por fanáticos religiosos em 1449, embora o seu edifício ainda exista atualmente. Ulugue Begue seria sultão do Império Timúrida nos últimos anos da sua vida, entre 1447 e 1449. Após a sua morte, a vida intelectual e artística dos Timúridas, cujo império se fragmentou, concentrou-se em Herat (atualmente no Afeganistão), principalmente durante o reinado de Husayn Bayqara (r. 1469–1506).[carece de fontes?]
Em 1500, o controlo da cidade foi tomado por guerreiros nómadas usbeques. Muito pouco tempo depois, ainda em 1500 ou em 1501, Samarcanda foi conquistada por Maomé Xaibani, o fundador da dinastia xaibânida, que perdeu a cidade pouco depois, pois há registo de tê-la conquistado em 1505.[carece de fontes?] No segundo quartel do século XVI, os xaibânidas instalaram a capital do seu canato em Bucara e Samarcanda entrou em declínio. Seria praticamente abandonada no início da década de 1720, após um ataque do xá persa Nader Xá, fundador do Império Afexárida. Entre 1599 e 1576 foi governada pelo ramo astracânida do Canato de Bucara. Entre 1576 e 1868 integrou o Emirado de Bucara.

### Domínio russo e soviético

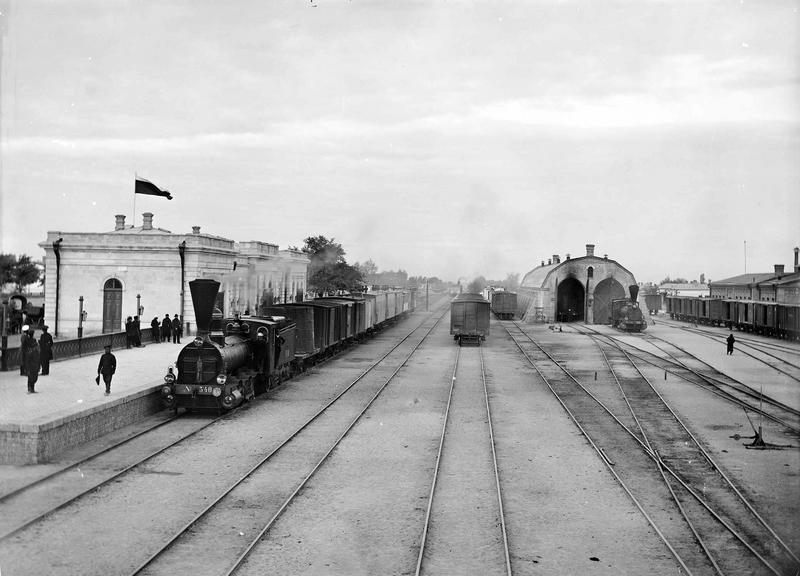
Estação de Samarcanda em 1890, por

Samarcanda foi conquistada pelo Império Russo em 1868, após a cidadela ter sido tomada pela força pelo coronel Konstantin von Kaufman. Pouco tempo depois a pequena guarnição de 500 homens foi cercada por tropas do Emirado de Bucara e várias tribos usbeques. O ataque contra os russos, liderado por Abedal Maleque Tura, o filho rebelde do emir de Bucara, pelo begue de Xacrisabez e Jura Beg de Kitob, foi repelido com pesadas baixas. O general Alexander Konstantinovich Abramov foi nomeado o primeiro governador okrug (distrito) militar que os russos estabeleceram ao longo do curso do rio Zarafexã, cujo centro administrativo era Samarcanda. A parte russa da cidade foi construída depois destes acontecimentos, na maior parte a oeste da cidade antiga.[carece de fontes?] Em 1886, a cidade tornou-se a capital no então formado oblast de Samarcanda do Turquestão Russo e ganhou ainda maior importância quando passou a ser servida pela Ferrovia Trans-Caspiana em 1888.[carece de fontes?]
Entre 1925 e 1930 foi a capital da República Socialista Soviética Usbeque, até ser substituída por Tasquente. Durante a Segunda Guerra Mundial, depois da Alemanha ter invadido a União Soviética, muitos cidadãos de Samarcanda foram enviados para Smolensk para lá combaterem. Muitos deles foram feitos prisioneiros ou mortos pelos nazis. Na mesma altura, milhares de refugiados das regiões ocidentais da União Soviética fugiram para Samarcanda, que foi um dos principais destinos de fuga de civis na República Soviética Usbeque e do resto da União Soviética.[carece de fontes?]

## Geografia
Samarcanda está situada no nordeste do Usbequistão, num oásis do vale do rio Zarafexã. Está ligada a Carxi pela autoestrada A-380 (160 km a sudoeste) e pela estrada M39 (200 km). A estrada M37 liga Samarcanda a Bucara (270 km a oeste) e a estrada M39 liga a Tasquente (300 km a nordeste). A capital tajique, Duchambé, fica 300 km a sudeste por estrada, e Mazar e Xarife, no Afeganistão, 485 km a sul.

### Clima
O clima de é do tipo mediterrânico (Csa na classificação de Köppen-Geiger), muito próximo do tipo semiárido (BSk), com verões quentes e secos e invernos relativamente chuvosos, com tempo variável, com alternância de períodos de tempo quente ou ameno e períodos de tempo frio.[carece de fontes?] Os meses mais quentes são julho e agosto, com temperaturas que chegam a ultrapassar 40 °C. Os mês mais frio é janeiro, quando a média da temperatura mínima é -1,7 °C, seguindo-se dezembro e fevereiro. Os recordes de temperatura registados desde 1936 foram 42,4 °C (em julho) e -25,4 °C (em janeiro). Entre novembro e março neva pelo menos dois dias por mês.
| Dados climatológicos para Samarcanda (1981–2010; recordes: 1936-2010)                                                              | Dados climatológicos para Samarcanda (1981–2010; recordes: 1936-2010) | Dados climatológicos para Samarcanda (1981–2010; recordes: 1936-2010) | Dados climatológicos para Samarcanda (1981–2010; recordes: 1936-2010) | Dados climatológicos para Samarcanda (1981–2010; recordes: 1936-2010) | Dados climatológicos para Samarcanda (1981–2010; recordes: 1936-2010) | Dados climatológicos para Samarcanda (1981–2010; recordes: 1936-2010) | Dados climatológicos para Samarcanda (1981–2010; recordes: 1936-2010) | Dados climatológicos para Samarcanda (1981–2010; recordes: 1936-2010) | Dados climatológicos para Samarcanda (1981–2010; recordes: 1936-2010) | Dados climatológicos para Samarcanda (1981–2010; recordes: 1936-2010) | Dados climatológicos para Samarcanda (1981–2010; recordes: 1936-2010) | Dados climatológicos para Samarcanda (1981–2010; recordes: 1936-2010) | Dados climatológicos para Samarcanda (1981–2010; recordes: 1936-2010) |
| Mês | Jan                                                                   | Fev                                                                   | Mar                                                                   | Abr                                                                   | Mai                                                                   | Jun                                                                   | Jul                                                                   | Ago                                                                   | Set                                                                   | Out                                                                   | Nov                                                                   | Dez                                                                   | Ano                                                                   |
| --- | --------------------------------------------------------------------- | --------------------------------------------------------------------- | --------------------------------------------------------------------- | --------------------------------------------------------------------- | --------------------------------------------------------------------- | --------------------------------------------------------------------- | --------------------------------------------------------------------- | --------------------------------------------------------------------- | --------------------------------------------------------------------- | --------------------------------------------------------------------- | --------------------------------------------------------------------- | --------------------------------------------------------------------- | --------------------------------------------------------------------- |
| Temperatura máxima recorde (°C) | 23,2                                                                  | 26,7                                                                  | 32,2                                                                  | 36,2                                                                  | 39,5                                                                  | 41,4                                                                  | 42,4                                                                  | 41,0                                                                  | 38,6                                                                  | 35,2                                                                  | 31,5                                                                  | 27,5                                                                  | 42,4                                                                  |
| Temperatura máxima média (°C) | 6,9                                                                   | 9,2                                                                   | 14,3                                                                  | 21,2                                                                  | 26,5                                                                  | 32,2                                                                  | 34,1                                                                  | 32,9                                                                  | 28,3                                                                  | 21,6                                                                  | 15,3                                                                  | 9,2                                                                   | 34,1                                                                  |
| Temperatura média (°C) | 1,9                                                                   | 3,6                                                                   | 8,5                                                                   | 14,8                                                                  | 19,8                                                                  | 25,0                                                                  | 26,8                                                                  | 25,2                                                                  | 20,1                                                                  | 13,6                                                                  | 8,4                                                                   | 3,7                                                                   | 14,3                                                                  |
| Temperatura mínima média (°C) | −1,7                                                                  | −0,5                                                                  | 4,0                                                                   | 9,4                                                                   | 13,5                                                                  | 17,4                                                                  | 19,0                                                                  | 17,4                                                                  | 12,8                                                                  | 7,2                                                                   | 3,5                                                                   | −0,2                                                                  | −1,7                                                                  |
| Temperatura mínima recorde (°C) | −25,4                                                                 | −22,0                                                                 | −14,9                                                                 | −6,8                                                                  | −1,3                                                                  | 4,8                                                                   | 8,6                                                                   | 7,8                                                                   | 0,0                                                                   | −6,4                                                                  | −18,1                                                                 | −22,8                                                                 | −25,4                                                                 |
| Precipitação (mm) | 41,2                                                                  | 46,2                                                                  | 68,8                                                                  | 60,5                                                                  | 36,3                                                                  | 6,1                                                                   | 3,7                                                                   | 1,2                                                                   | 3,5                                                                   | 16,8                                                                  | 33,9                                                                  | 47,0                                                                  | 365,2                                                                 |
| Dias com precipitação | 14                                                                    | 14                                                                    | 14                                                                    | 12                                                                    | 10                                                                    | 5                                                                     | 2                                                                     | 1                                                                     | 2                                                                     | 6                                                                     | 9                                                                     | 12                                                                    | 101                                                                   |
| Dias com neve | 9                                                                     | 7                                                                     | 3                                                                     | 0,3                                                                   | 0,1                                                                   | 0                                                                     | 0                                                                     | 0                                                                     | 0                                                                     | 0,3                                                                   | 2                                                                     | 6                                                                     | 28                                                                    |
| Humidade relativa (%) | 76                                                                    | 74                                                                    | 70                                                                    | 63                                                                    | 54                                                                    | 42                                                                    | 42                                                                    | 43                                                                    | 47                                                                    | 59                                                                    | 68                                                                    | 74                                                                    | 59                                                                    |
| Insolação (h) | 132,9                                                                 | 130,9                                                                 | 169,3                                                                 | 219,3                                                                 | 315,9                                                                 | 376,8                                                                 | 397,7                                                                 | 362,3                                                                 | 310,1                                                                 | 234,3                                                                 | 173,3                                                                 | 130,3                                                                 | 2 953,1                                                               |
| Fontes: Centro do Serviço Hidrometeorológico da República do Uzbequistão (Uzhydromet); www.pogodaiklimat.ru; NOAA (sol, 1961–1990) |                                                                       |                                                                       |                                                                       |                                                                       |                                                                       |                                                                       |                                                                       |                                                                       |                                                                       |                                                                       |                                                                       |                                                                       |                                                                       |

### Demografia

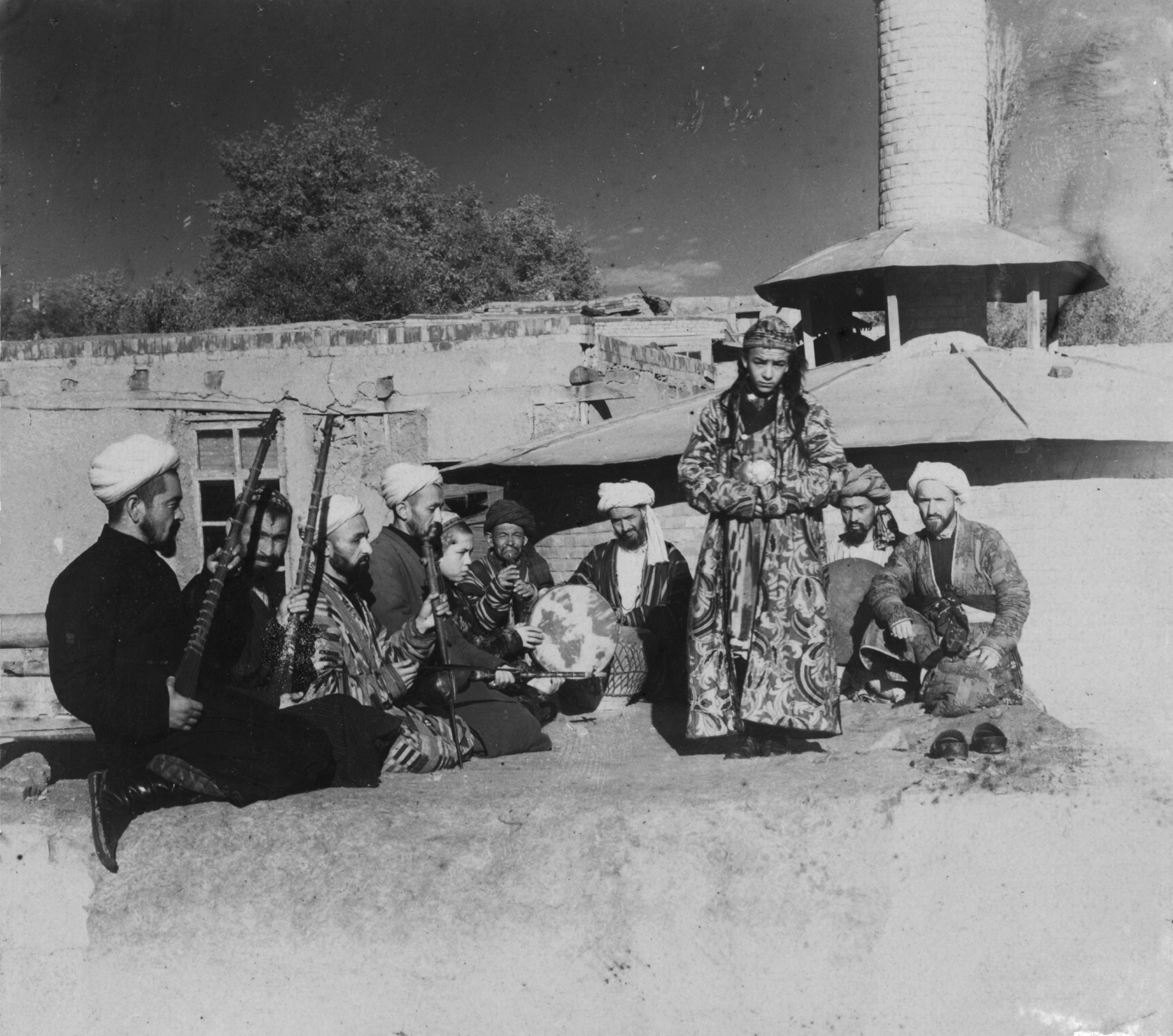
Fotografia de Sergei Prokudin-Gorski dum grupo de músicos tradicionais tocando para um jovem dançarino bacha bazi em Samarcanda

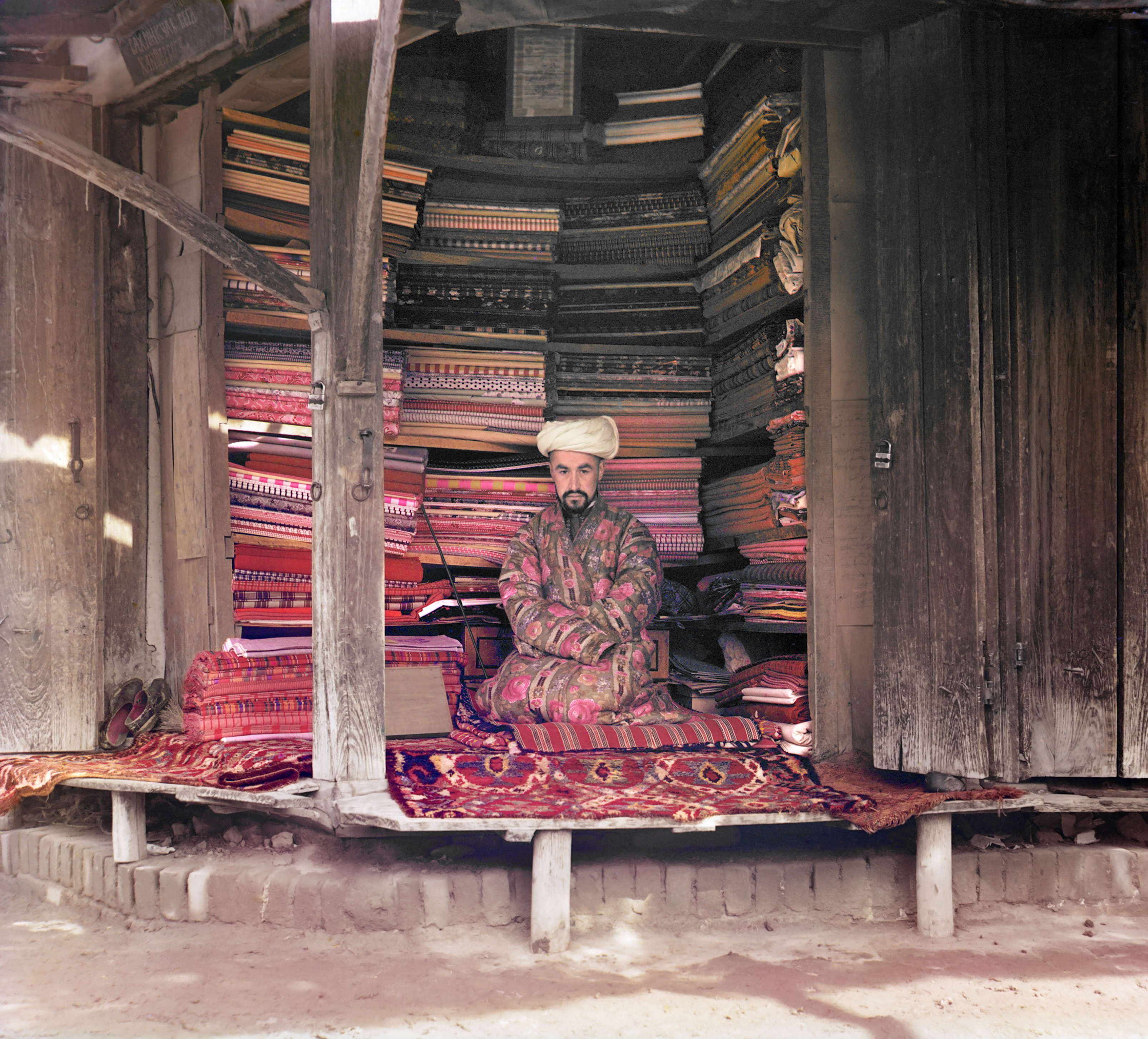
Fotografia de Sergei Prokudin-Gorski de 1905-1915 com um comerciante de tecidos e tapetes em Samarcanda

Em 2019, Samarcanda tinha 513 572 habitantes (densidade: 5 744,7 hab./km²) e a sua área metropolitana tinha cerca de 950 000 habitantes.[carece de fontes?]

#### Etnias
Segundo os dados oficiais, a maior parte dos habitantes de Samarcanda são usbeques, os quais são uma etnia turcomana. Todavia, muitos dos que se declaram usbeques de facto são tajiques, uma etnia iraniana. Aproximadamente 70% dos residentes na cidade falam tajique, uma língua iraniana ocidental.    Os tajiques moram principalmente na parte oriental e mais antiga da cidade.[carece de fontes?] Tal como Bucara, Samarcanda é um dos centros históricos do povo tajique.
Segundo fontes independentes, os usbeques são o segundo maior grupo étnico e moram sobretudo na parte ocidental. Os dados demográficos exatos são difíceis de obter, pois os cidadãos do Usbequistão identificam-se como "usbeques" mesmo quando usam o tajique como primeira língua, frequentemente porque são registados como usbeques pelo governo central apesar da sua identidade e língua materna tajique. Segundo o historiador britânico Paul Bergne (1937–2007), durante o censo de 1926, uma parte significativa da população tajique foi registada como usbeque. Oficialmente, em 1926 havia 43 364 residentes usbeques e 10 716 tajiques, o que contrasta com os dados do censo de 1920, segundo os quais na cidade residiam 44 758 tajiques e apenas 3 301 usbeques. Em várias kishlaks (aldeias) do okrug (distrito) de Khujand, cuja população foi registada como tajique no censo de 1920, como Asht, Kalacha, Akjar i Tajik e outras, no censo de 1926 foram registadas como usbeques. O mesmo se pode dizer em relação aos oblasts de Fergana, Samarcanda e especialmente Bucara.
Na cidade há também comunidades étnicas significativas de russos, ucranianos, bielorrussos, arménios, azeris, tártaros, coreanos (koryo-saram), polacos e alemães. Todos eles residem sobretudo nos bairros do centro e ocidentais, descendem de pessoas que imigraram para Samarcanda desde o final do século XIX, principalmente durante o período soviético e falam maioritariamente russo.
Nos extremos ocidental e sudoeste da cidade há uma comunidade de árabes centro-asiáticos, que falam maioritariamente usbeque, embora uma pequena parte das gerações mais velhas ainda fale árabe jugari (ou centro-asiático). Na parte oriental houve outrora um grande almofala (mahalla; bairro ou distrito) de judeus bucaranos, mas à semelhança do que aconteceu no resto do Usbequistão, a partir da década de 1970 a maior parte dos judeus emigraram para Israel, os Estados Unidos, Canadá, Austrália e Europa, e atualmente só restam algumas poucas famílias judias em Samarcanda.[carece de fontes?]
Outra minoria é a dos iranianos samarcandianos, que se chamam a si próprios irani e cujos antepassados começaram a instalar-se na cidade no século XVIII. Alguns imigraram em busca duma vida melhor, outros foram ali vendidos como escravos pelos captores turcomanos e outros eram soldados colocados na cidade. A maior parte deles são originários de Coração, Mexede, Sabzevar, Nixapur e Merv, havendo também alguns provenientes do Azerbaijão iraniano, Zanjã, Tabriz e Ardabil.[carece de fontes?]

#### Línguas

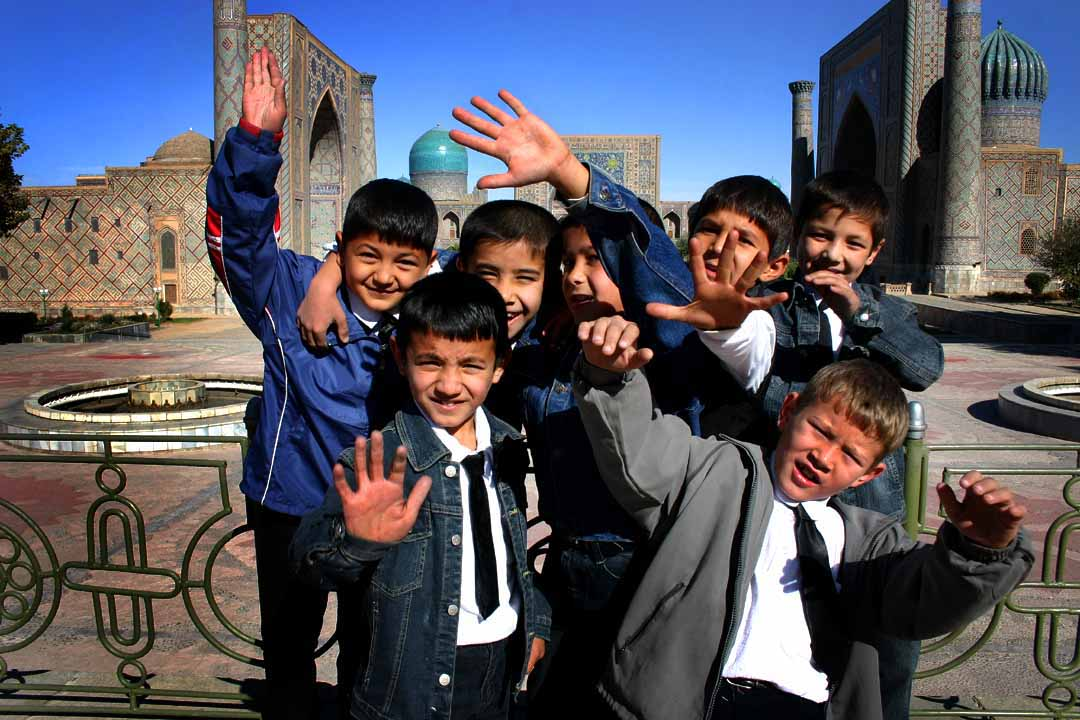
Crianças na Praça Reguistão

A língua oficial em Samarcanda, como em todo o Usbequistão, é o usbeque, uma língua turcomanas e língua materna de usbeques, iranianos samarcandianos, além da maior parte dos turquemenos e árabes centro-asiáticos que vivem na cidade.[carece de fontes?]
Cerca de 95% dos sinais e inscrições da cidade estão escritas em usbeque, a maior parte delas no alfabeto latino usbeque. Como no resto do país, o russo é a segunda língua oficial de facto na cidade e 5% dos sinais e inscrições estão escritas em russo, que é falado pelos residentes etnicamente russos, bielorrussos, polacos, alemães e coreanos (koryo-saram), a maior parte dos ucranianos, arménios, gregos, alguns tártaros e alguns azeris. Há vários jornais em russo, dos quais o mais popular é o Samarkandskiy vestnik (Самаркандский вестник). O canal de televisão samarcandiano SRV emite alguns programas em russo.[carece de fontes?]
A língua materna mais comum na cidade é o tajique, que por vezes é considerado um dialeto ou variante do persa (farsi). Samarcanda foi uma das cidades onde o persa se desenvolveu, que foi visitada ou onde viveram muitos poetas e escritores clássicos persas ao longo dos séculos. Entre os mais famosos deles estão Rudaqui (859–940), Ferdusi (c. 940–1020), Omar Caiam (1048–1131), Suzani Samarqandi (m. 1166), Kamal Khujandi (1320–1400) e Jami (1414–1492).[carece de fontes?]
Apesar de oficialmente o usbeque ser a língua mais comum, alguns dados indicam que é a língua materna de apenas 30% dos habitantes. A maior parte dos restantes tem como língua materna o tajique, tendo o usbeque como segunda língua e o russo como terceira. Contudo, como em 2019 o último censo populacional era de 1989, não é possível ter dados precisos sobre este assunto. Apesar do tajique ser tão usado na cidade, ele não tem estatuto de língua oficial ou regional.   Só há um jornal em Samarcanda que é publicado em tajique, em alfabeto cirílico tajique, o Ovozi Samarqand (Овози Самарқанд; "Voz de Samarcanda"). Os canais de televisão locais STV e Samarqand TV bem como uma estação de rádio local têm algumas emissões em tajique.[carece de fontes?]
Além do usbeque, tajique e russo, entre outras línguas que são maternas para alguns naturais de Samarcanda estão o ucraniano, arménio, azeri, tártaro, tártaro da Crimeia e árabe.[carece de fontes?]

## Religião

### Islão

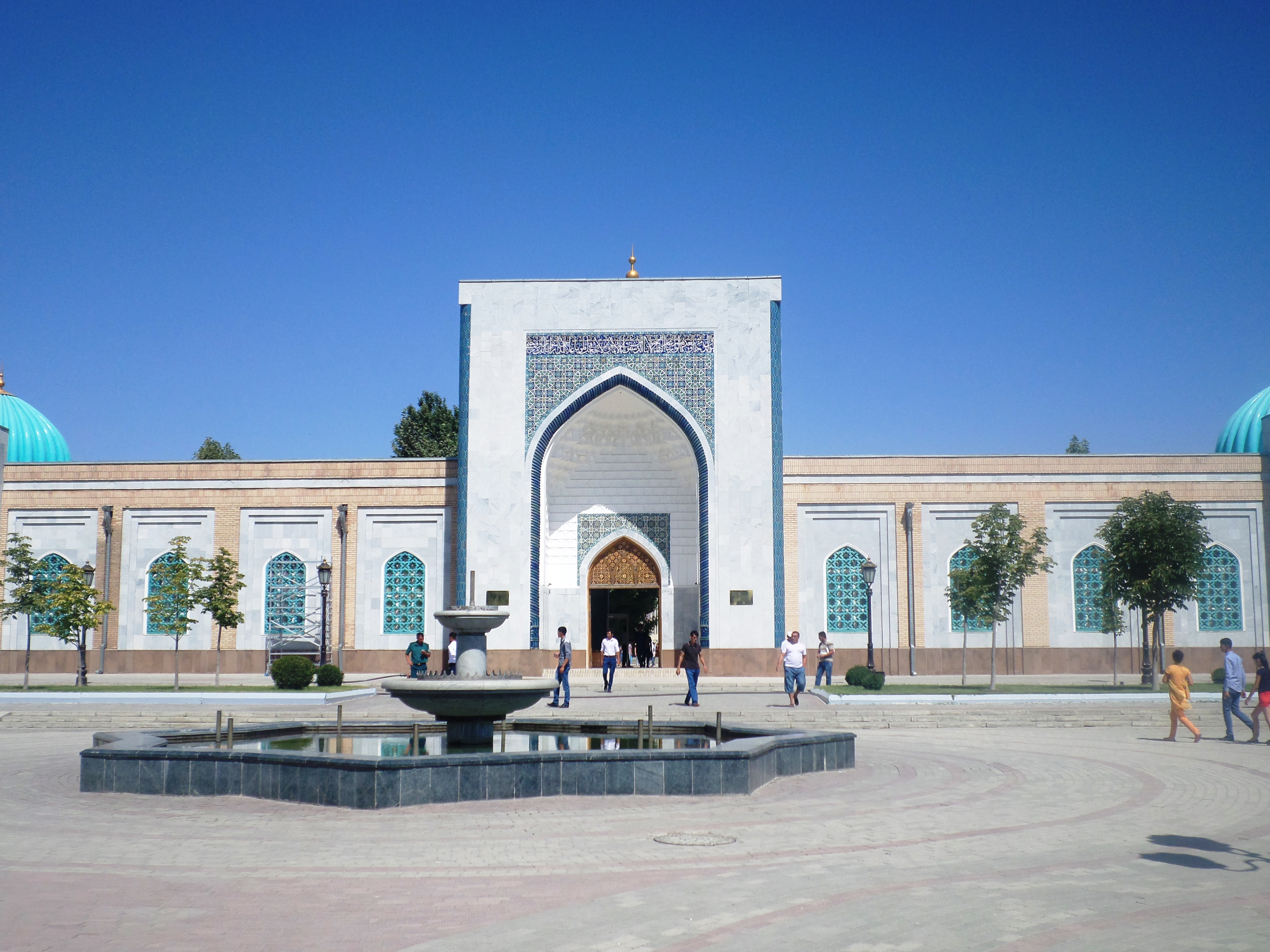

O islão chegou a Samarcanda no século VIII, com a invasão da Ásia Central pelo Califado Omíada. Antes disso, praticamente todos os habitantes da cidade eram zoroastristas, havendo também muitos cristãos nestorianos e budistas. A partir dessa invasão, os governantes das muitas potências muçulmanas que controlaram a cidade nela construíram numerosas mesquitas, minaretes madraças, santuários e mausoléus, muitos deles ainda existente atualmente.[carece de fontes?] Na cidade nasceram ou viveram vários eminentes teólogos e juristas islâmicos, como al-Bukhari, o académico do século IX que redigiu o Sahih al-Bukhari, considerado pelos sunitas uma das mais autênticas coleções hádices, e o Al-Adab al-Mufrad, outra compilação de hádices. O seu mausoléu é um dos monumentos de Samarcanda. Outro proeminente académico islâmico samarcandiano quase da mesma época é Almaturidi (852–944), fundador da al-Māturīdiyya, uma das principais escolas teológicas sunitas, que também tem um mausoléu na cidade. Outro santuário importante de Samarcanda é o do Profeta Daniel (ou Mausoléu de Khoja Doniyor), venerado não só pelos muçulmanos, mas também pelos judeus e cristãos.[carece de fontes?]
A maior parte dos habitantes da cidade são muçulmanos, principalmente sunistas (maioritariamente hanafistas) e sufistas. Cerca de 80 a 85% dos muçulmanos samarcandianos são sunitas, que corresponde a praticamente todos os tajiques, usbeques e árabes centro-asiáticos.[carece de fontes?]

#### Xiitas
O vilaiete de Samarcanda é, juntamente com o de Bucara, uma das regiões do Usbequistão onde há numerosos seguidores do xiismo. Em 2019, estimava-se (não há dados oficiais) que mais de 25% da população do vilaiete de Samarcanda era xiita, a maior parte deles duodecimanos. Os xiitas são sobretudo iranianos samarcandianos. Há ainda alguns xiistas azeris e, em menor número,tajiques e usbeques. Não há números exatos para o número de xiitas na cidade, mas nela existem várias mesquitas e madraças xiitas. As maiores delas são a Mesquita Punjabi, a Madraça Punjabi e o Mausoléu de Murad Avliya. Todos os anos o xiitas samarcandianos festejam o Ashura e outras celebrações xiitas.[carece de fontes?]

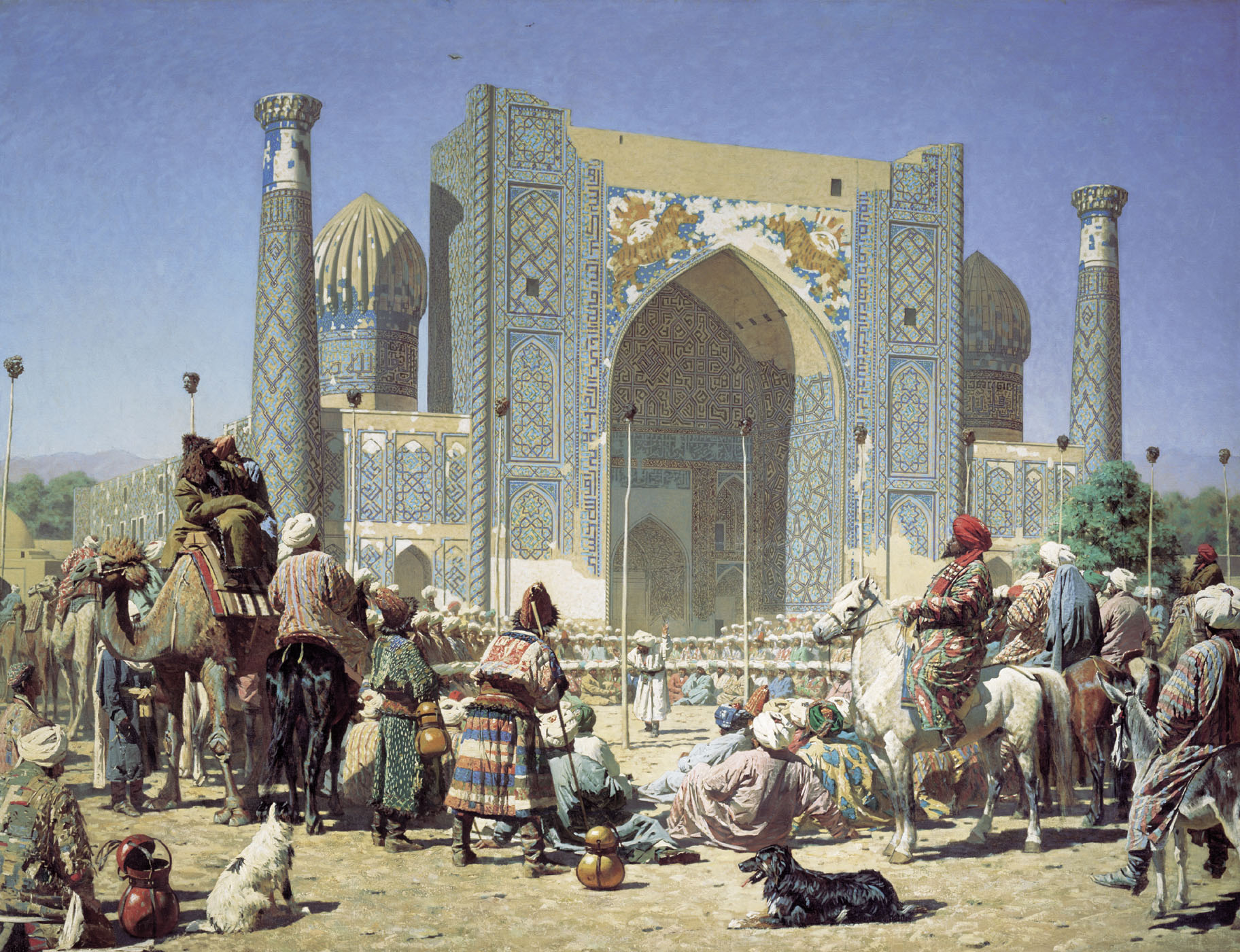
“Eles estão triunfantes”, uma pintura de 1872 de Vasili Verechagine representando o emir de Bucara vendo cabeças de soldados russos  espetadas em poste em frente da madraça Cher-Dor, no Reguistão de Samarcanda
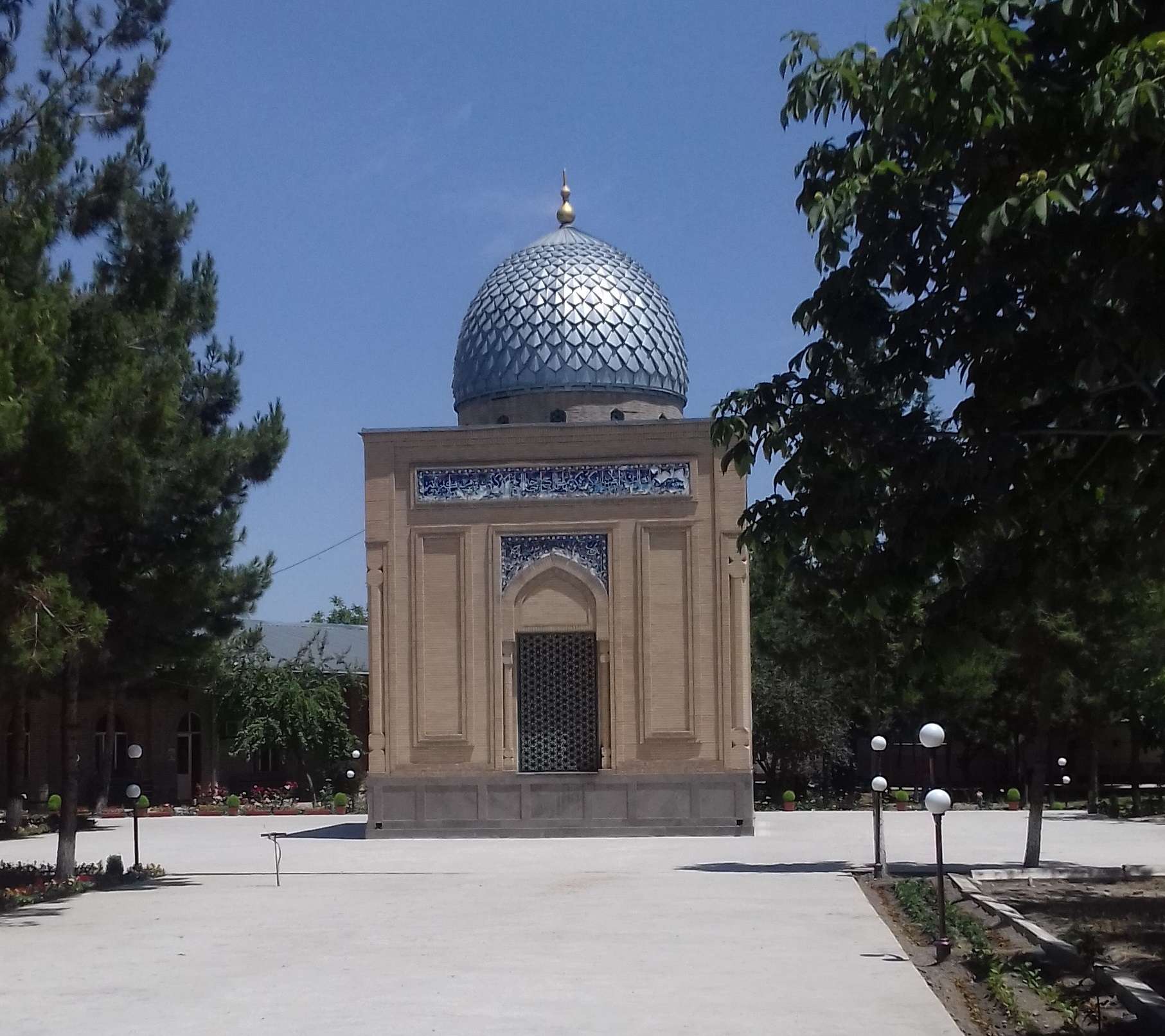
Mausoléu de Murad Avliya, um santuário xiita
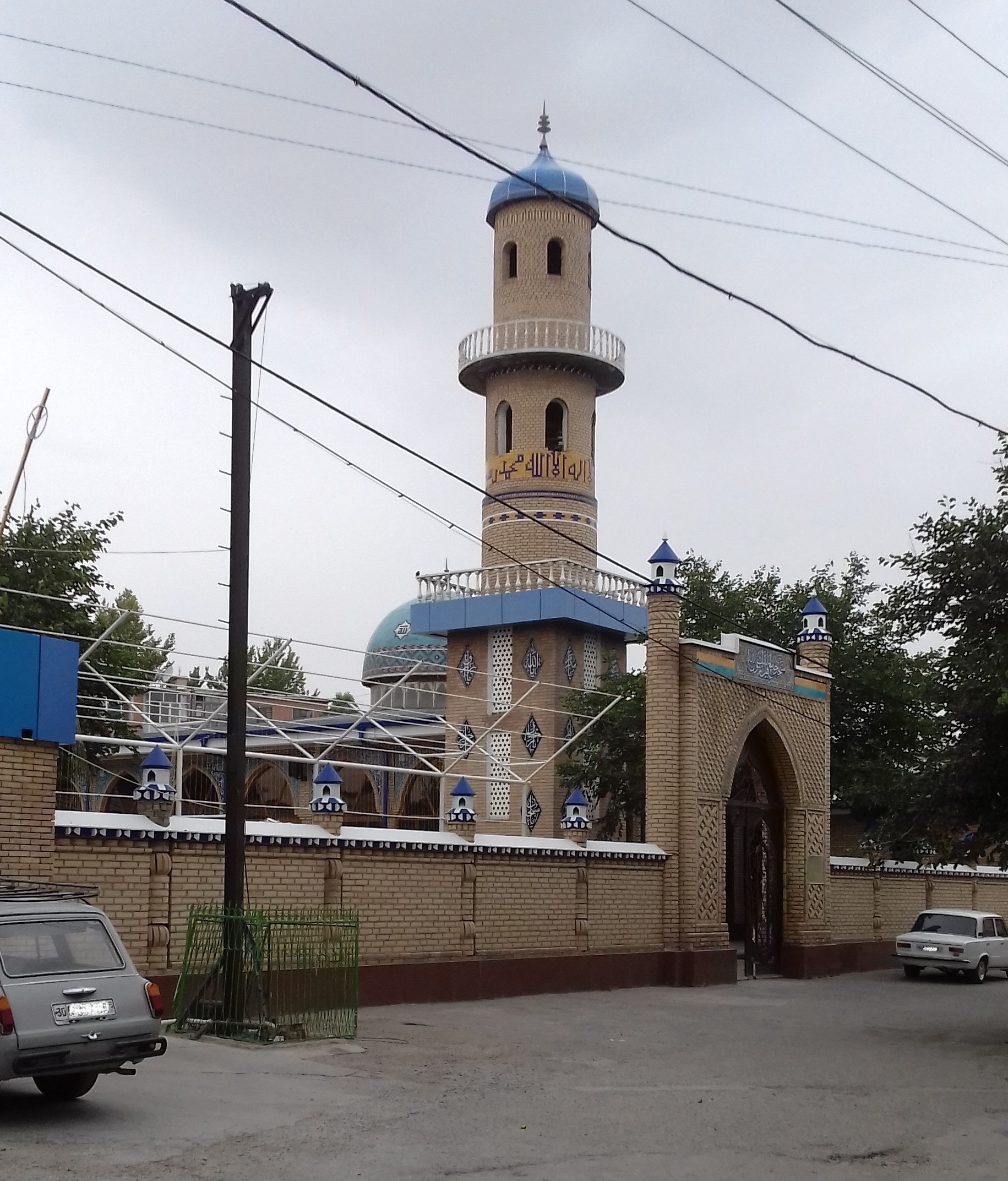
Mesquita xiita Punjabi
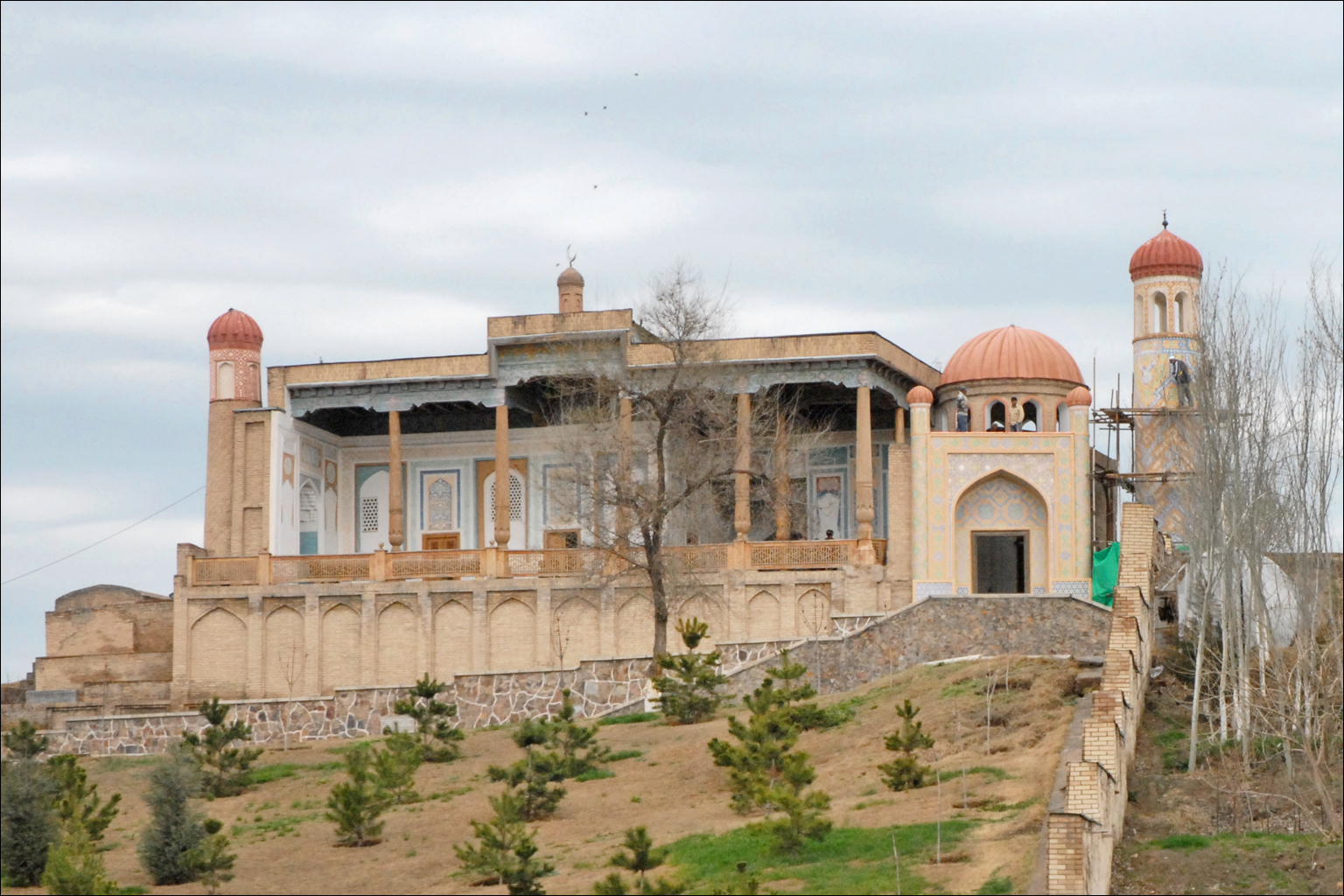
Mesquita Hazrat-Hyzr (ou Khazret Khyzr)

### Cristianismo

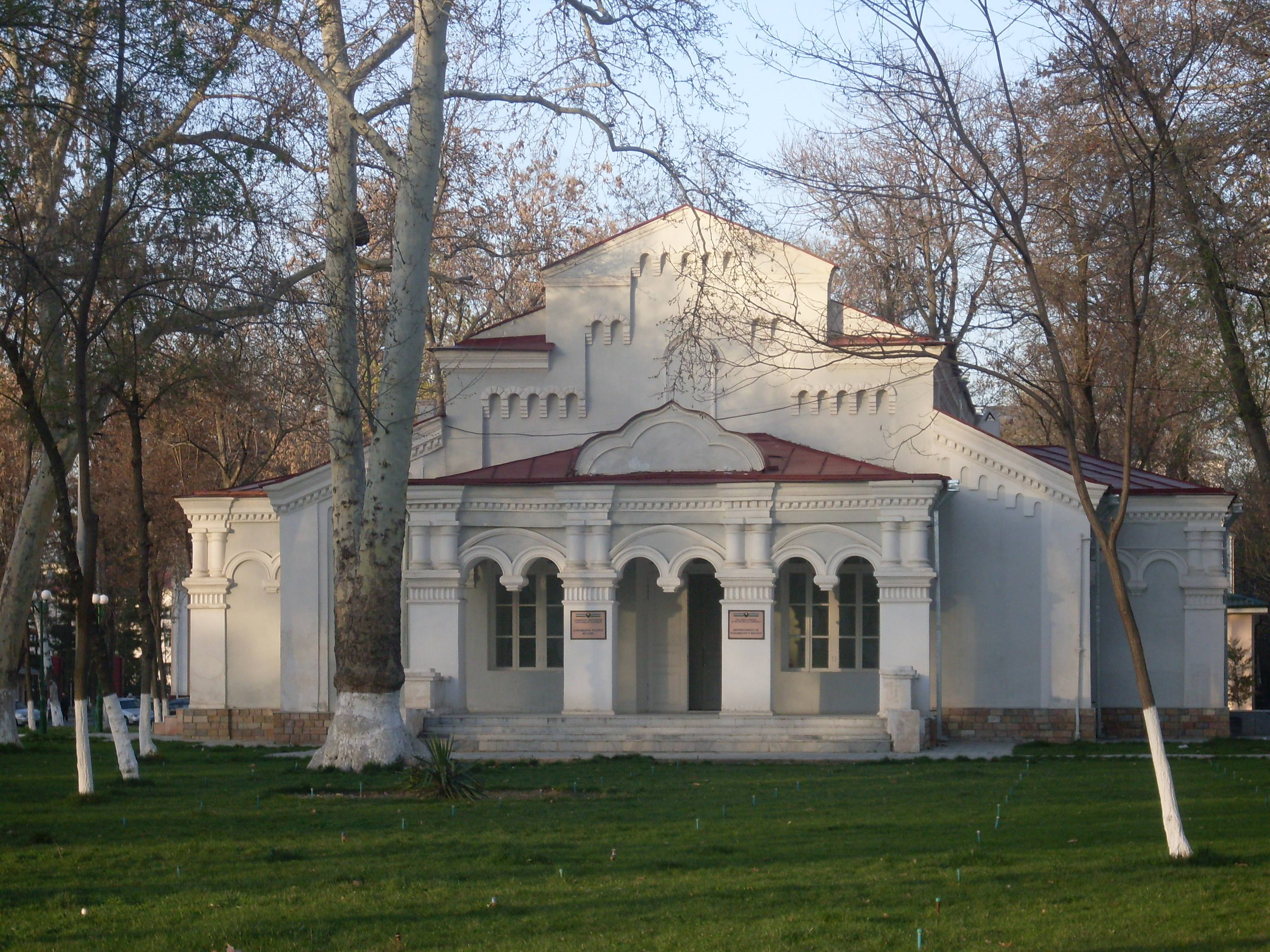

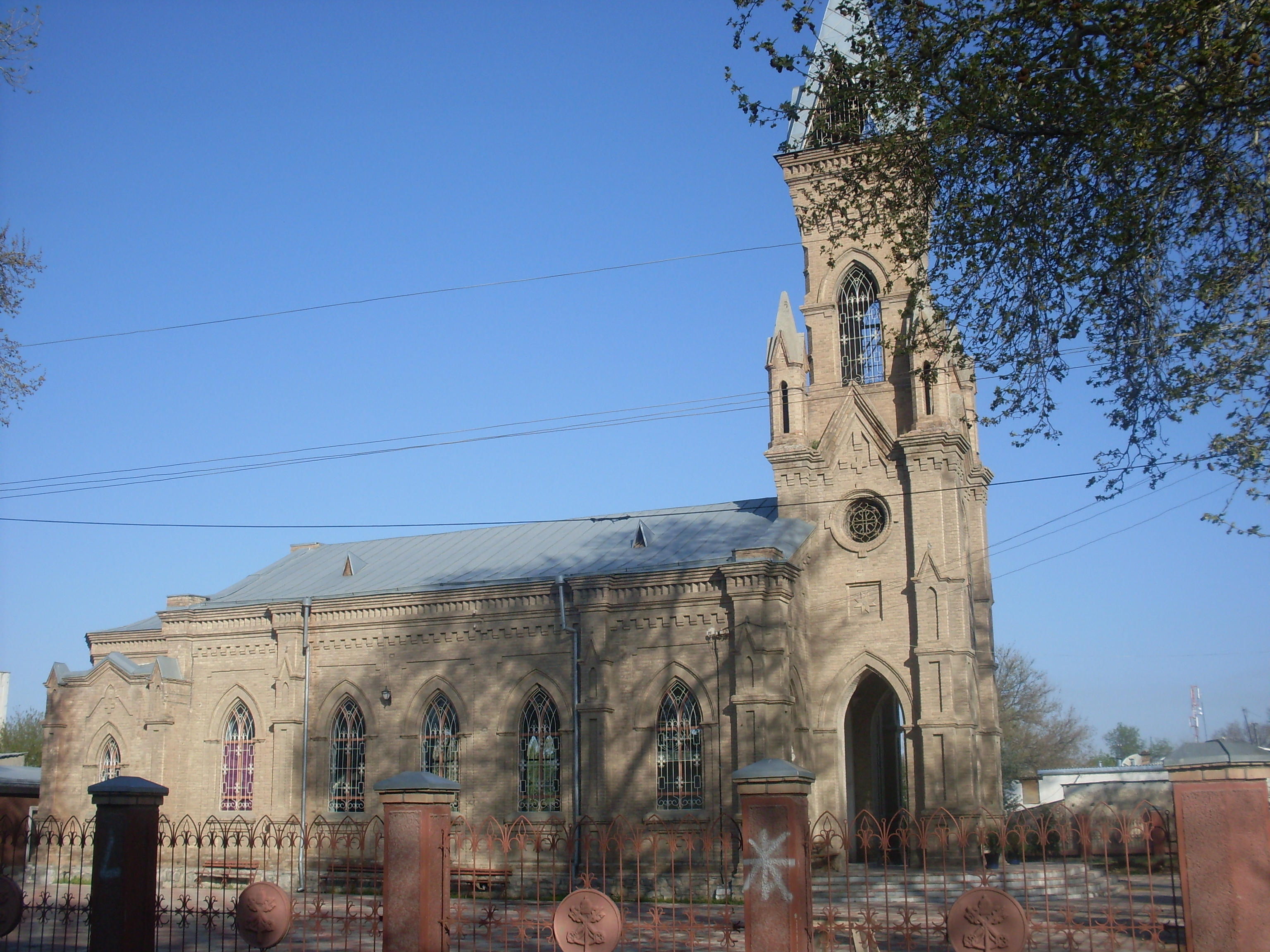
Igreja católica de São João Batista

O cristianismo foi introduzido na cidade quando ela fazia parte de Soguediana, séculos antes da difusão do islão na Ásia Central. Samarcanda foi um dos centros do nestorianismo na Ásia Central. Nesse tempo a maioria da população era zoroastrista, mas como a cidade estava num cruzamento de rotas comerciais entre a China, a Pérsia e a Europa, era um local de tolerância religiosa. Durante o domínio dos califados Califado Omíada, no século VIII, os zoroastristas e nestorianos foram perseguidos pelos invasores árabes. Os sobreviventes fugiram para outros locais ou converteram-se ao islão. Nenhuma das várias igrejas nestorianas que existiram em Samarcanda chegaram aos nossos dias. Os restos de algumas foram encontrados no sítio arqueológico de Afrassíabe e nos arredores da cidade.[carece de fontes?]
Em 1329, com apoio do cã mongol de Chagatai Eljiguidei,[carece de fontes?] foi criada a  diocese católica de Samarcanda, a qual serviu vários milhares de católicos que viviam na cidade até 1359. Segundo Marco Polo e Johann Elemosina, Eljiguidei converteu-se ao cristianismo, foi batizado e patrocinou a construção duma igreja dedicada a São João Batista em Samarcanda. Porém, pouco depois o silão suplantou completamente o cristianismo.[carece de fontes?]
Só voltaria a haver cristãos na cidade na segunda metade do século XIX, na sequência da conquista russa. A Igreja Ortodoxa Russa instalou-se em 1868 e foram construídas várias igrejas até aos primeiros anos do século XX. A maior parte delas foram demolidas durante o período soviético.[carece de fontes?]
Atualmente, os cristãos ortodoxos russos constituem a maior comunidade religiosa a seguir aos muçulmanos. Mais de 5% dos residentes na cidade são cristãos ortodoxos, a maior parte deles etnicamente russos, ucranianos e bielorrussos, além de alguns gregos e coreanos (koryo-saram). A cidade é a sé do ramo de Samarcanda (o qual também abraca as províncias usbequistanesas de Qashqadaryo e de Surxondaryo) da Eparquia de Tasquente e do Usbequistão do Distrito Metropolitano da Ásia Central da Igreja Ortodoxa Russa. Na cidade há várias igrejas ortodoxas ativas, como a Catedral de Santo Aleixo, a Igreja da Intercessão da Virgem Maria e a Igreja de São Jorge o Vitorioso. Há também várias igrejas ortodoxas inativas, como por exemplo a de São Jorge Pobedonosets.
Há também alguns milhares de católicos na cidade, sobretudo polacos, alemães e alguns ucranianos. A principal igreja católica é a de São João Batista, construída no início do século XX. Samarcanda faz parte da Administração Apostólica do Usbequistão O terceira maior seita cristã em Samarcanda é a Igreja Apostólica Arménia, seguida por algumas dezenas de milhares de arménios samarcandianos. Os cristãos arménios começaram a imigrar para a cidade no fim do século XIX e o seu afluxo aumentou durante o período soviético. Na parte ocidental da cidade encontra-se a Igreja da Santa Mãe de Deus (Surb Astvacacin). Há também vários milhares de protestantes, nomeamente luteranos, batistas, mórmons, Testemunhas de Jeová, adventistas e seguidores da Igreja Presbiteriana na Coreia. Estes movimentos cristãos surgiram na cidade principalmente depois da independência do Usbequistão em 1991.

## Arquitetura

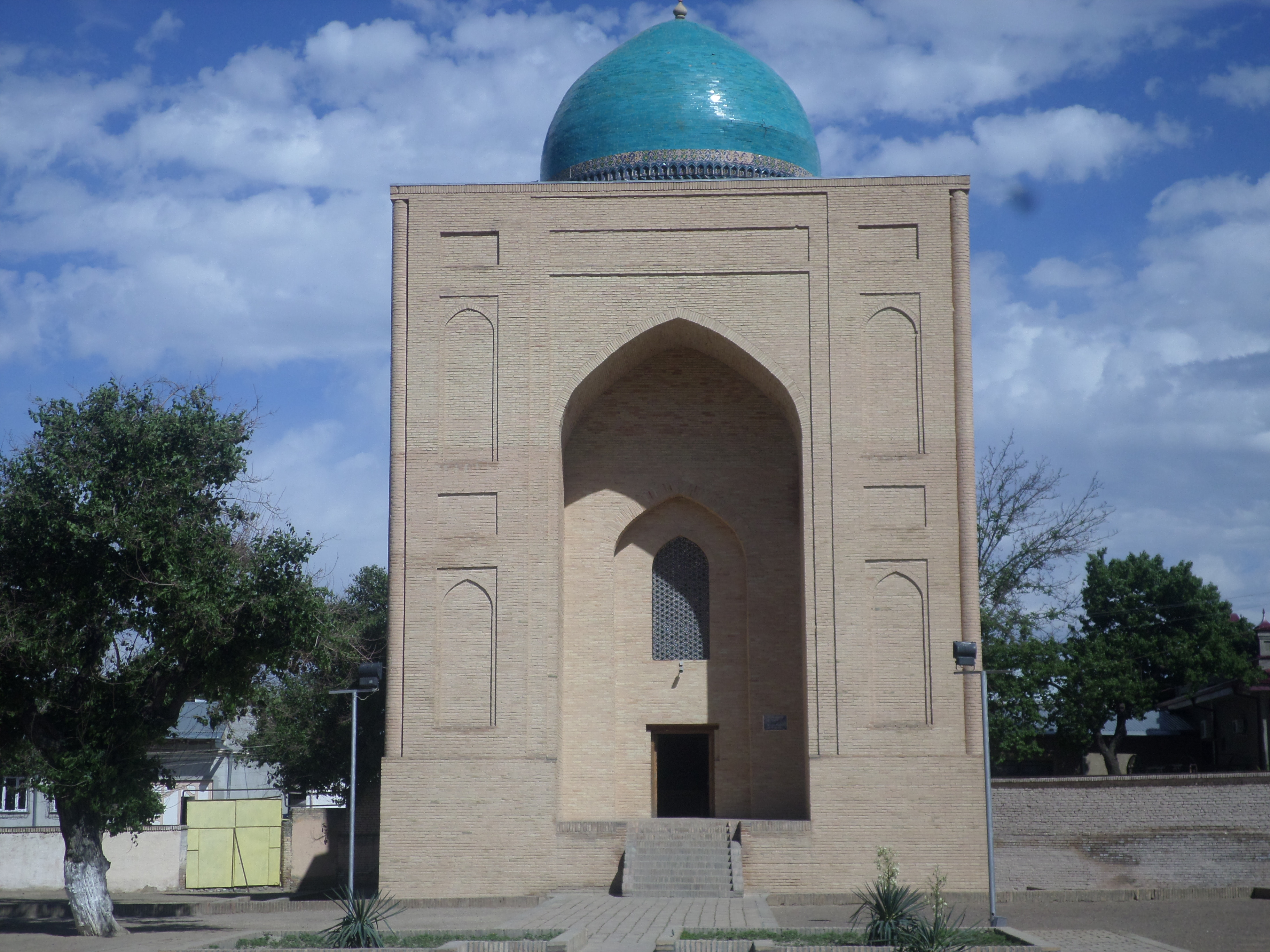
Mausoléu de Bibi Canum

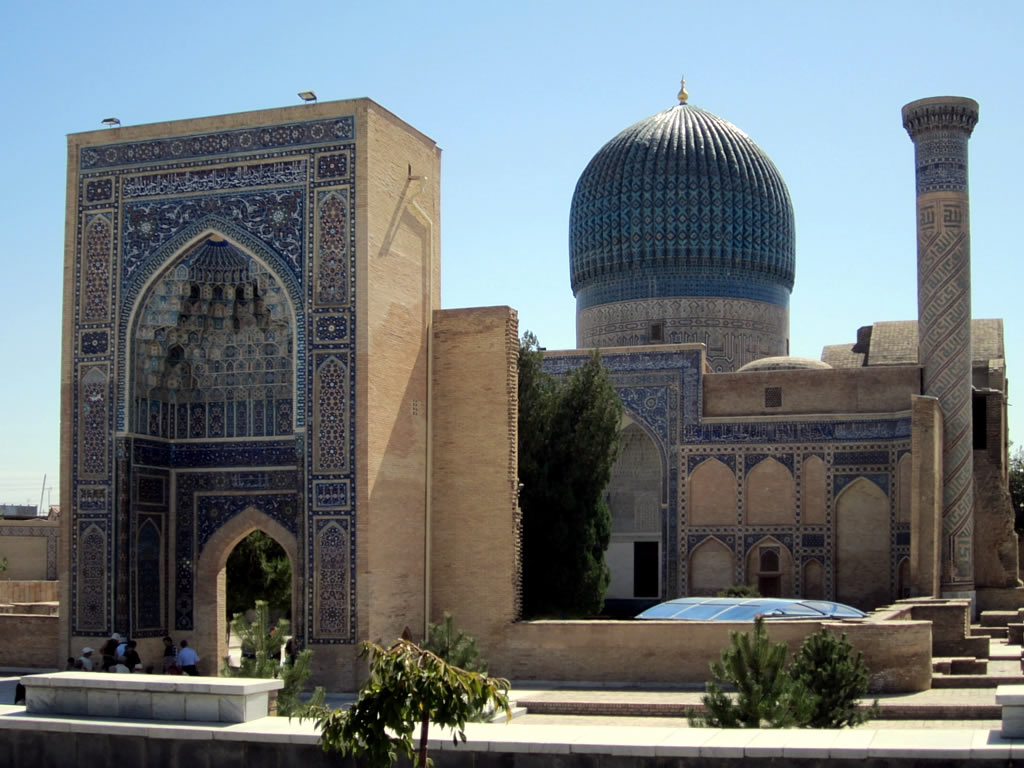
Mausoléu de Tamerlão (Gur-i Amir)

O Mausoléu de Bibi Canum começou a ser construído por ordem de Tamerlão depois da sua campanha militar de 1398–1399 na Índia. O mausoléu tinha originalmente cerca de 450 colunas de mármore que foram transportadas e montadas com a ajuda de 95 elefantes que Tamerlão trouxera da Índia. A cúpula foi projetada e construída por artesãos e pedreiros indianos, dando-lhe a sua aparência distinta dos outros edifícios locais. Em 1897 as colunas foram parcialmente destruídas por um sismo e não foram completamente restauradas na reconstrução subsequente.
O Mausoléu de Tamerlão (Gur-i Amir) é provavelmente o monumento mais famoso de Samarcanda. O monumento apresenta influências de muitas culturas, civilizações antigas, povos e correntes religiosas, principalmente as do islão. Apesar da devastação causada pelos mongóis, a arquitetura islâmica pré-timúrida de Samarcanda foi restaurada, reavivada e recriada. A planta da mesquita, as suas formas e os seus detalhes, com as medidas precisas, atestam a paixão islâmica pela geometria. A entrada é decorada com caligrafia e inscrições em árabe, uma característica comum na arquitetura islâmica. A atenção meticulosa de Tamerlão para os detalhes é especialmente óbvia no interior do mausoléu, cujas paredes cobertas de azulejos são um exemplo maravilhoso de mosaico de faiança, uma técnica persa na qual cada mosaico é cortado, colorido e colocado individualmente. Os mosaicos do Gur-i Amir foram também colocados de forma a que neles se leiam palavras religiosas como "Maomé" e "Alá".
A ornamentação das pareces do mausoléu de Tamerlão incluem motivos vegetais e florais, simbolizando jardins. Os mosaicos do chão têm padrões florais ininterruptos. No islão, os jardins são símbolos do paraíso e por isso são representados nas paredes de túmulos e são abundantes na cidade. Samarcanda tem dois jardins públicos principais, o chamado Jardim Novo e o Jardim das Delícias do Coração, que se tornou uma das principais áreas de entretenimento para embaixadores e convidados importantes. Em 1218, Ielu Chucai, conselheiro de Gêngis Cã, relatou que Samarcanda era a cidade mais bela de todas, «pois estava rodeada de numerosos jardins. Todas as casas tinham um jardim e todos os jardins estavam bem desenhados, com canais e fontes cuja água corria para tanques redondos ou quadrados. Na paisagem havia filas de salgueiros e ciprestes e pomares de ameixeiras e pessegueiros.» As flores também estão presentes nos padrões florais de tapetes persas que se encontram em alguns monumentos timúridas.
Os elementos da arquitetura islâmicas podem também ser vistos nas casas tradicionais usbequistanesas de tijolo de adobe, que se organizam em volta dum pátio central com jardins. Muitas dessas casas têm tetos e paredes em madeira pintada. Em contraste, na parte ocidental da cidade, a maior parte das casas são de estilo europeu e foram construídas nos séculos XIX e XX.
A influência turco-mongol é evidente na arquitetura local. Acredita-se que que as cúpulas em forma de melão dos mausoléus foram desenhadas para lembrarem os yurts ou gers, as tendas tradicionais mongóis nas quais os corpos dos mortos ficam em exposição antes de serem sepultados ou terem outro destino fúnebre. Tamerlão fez as suas "tendas" com materiais mais duráveis, como tijolos e madeira, mas os seus propósitos mantiveram-se em grande parte inalterados. A câmara onde o corpo de Tamerlão foi colocado tinha tugs (mastros com um arranjo circular de crina de cavalo ou de iaque). Estes estandartes simbolizavam uma antiga tradição turcomana de sacrificar cavalos, que eram bens valiosos, para honrarem os mortos. Os tugs eram também um tipo de estandarte usado por muitos nómadas até ao tempo dos turcos otomanos.[carece de fontes?]

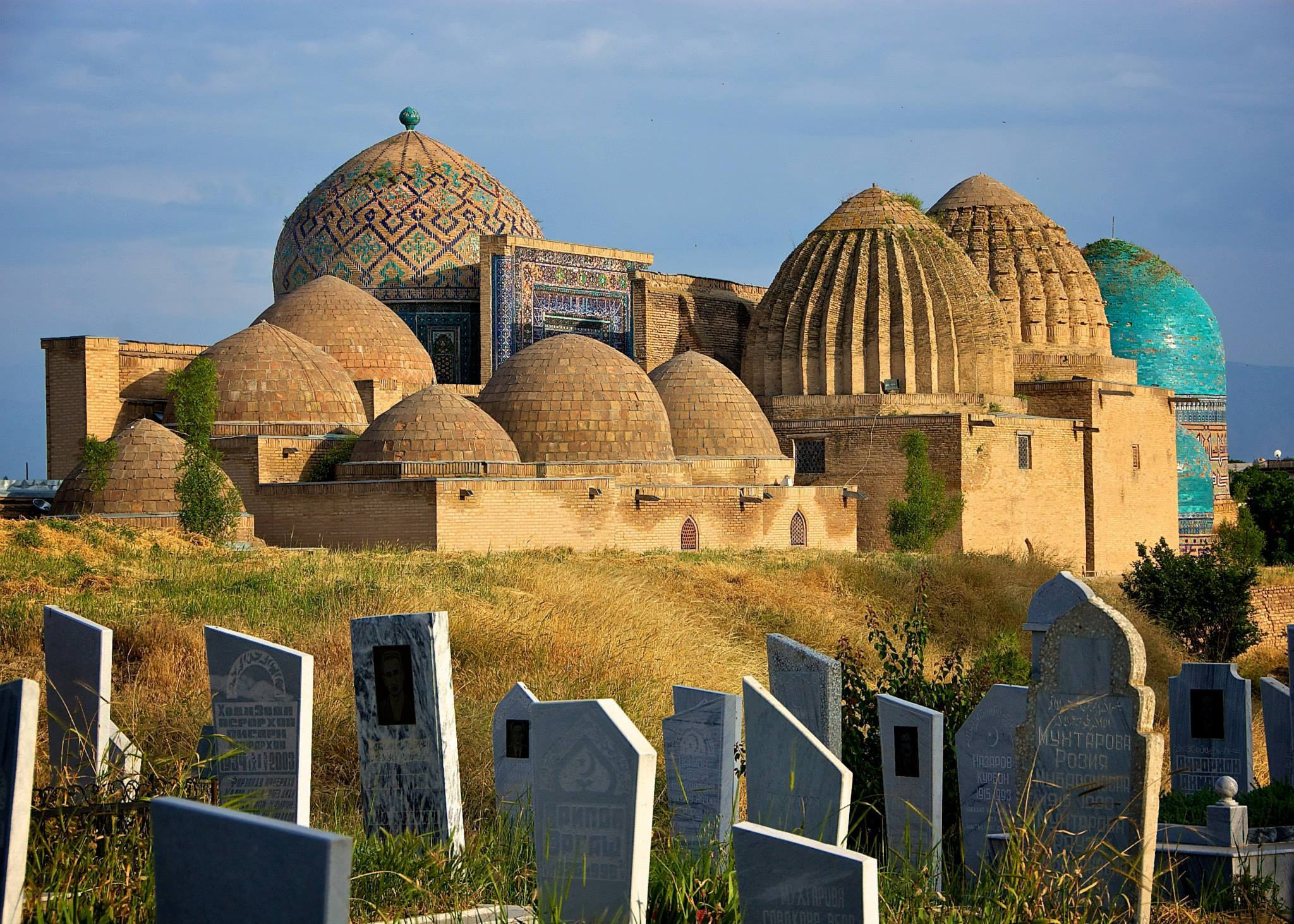
Necrópole de Shakhi-Zinda (ou Shohizinda ou Chah-e-Zindeh)

As cores  dos edifícios de Samarcanda também têm significados importantes. A cor dominante é o azul, que Tamerlão usou para transmitir uma ampla gama de conceitos. Por exemplo, os tons de azul no Gur-i Amir são cores de luto — naquele tempo, o azul era a cor do luto na Ásia Central, como ainda é em várias culturas atualmente. O azul também era considerada a cor que podia afastar o mau olhado, uma crença que é evidenciada pelo número de portas pintadas de azul na cidade e nos seus arredores. Além disso, o azul representava a água, um recurso particularmente escasso na Ásia Central, pelo que as paredes azuis simbolizavam a riqueza da cidade.[carece de fontes?]
O ouro também tem uma forte presença na cidade. O fascínio de Tamerlão por abóbadas explica o uso abundante de ouro no Gur-i Amir, bem como o uso de bordados em ouro na cidade e nos seus edifícios. Os mongóis tinham um grande interesse em tecidos de seda dourada de estilo chinês e persa, bem como nos nasij, um tipo de tecido colorido de luxo feito com base em lampas geralmente decorado com ouro e prata, originário d Ásia Ocidental e Central e tecido na Pérsia e na Transoxiana. Os líderes mongóis como Oguedai Cã, filho de Gêngis, instalaram oficinas têxteis nas suas cidades para conseguirem eles próprios produzir tecidos em ouro.[carece de fontes?]
Desde 2009 que a parte histórica da cidade vem sofrendo várias restruturações urbanas controversas. Sem que ninguém tivesse sido avisada previamente, foi construído um muro que separa os grandes monumentos dos bairros populares e que implicou a demolição de várias casas. Os protestos dos locais foram reprimidos por agentes da polícia secreta e militares armados. Alguns dos bairros centenários, como o de Iskandarov, vizinho do Gur-i Amir, foram demolidos e os seus residentes foram obrigados a mudar-se para a periferia da cidade. Na Avenida de Tasquente, que liga o Reguistão ao bazar de Bibi Hanim, todas as pequenas lojas, cafés, padarias e casas de chá tradicional foram destruídas para darem lugar a pequenos quiosques de venda de souvenirs turísticos, todos iguais e muito alinhados. Por outro lado, o culto nos monumentos, todos eles locais sagrados islâmicos, na prática está proibido, o que leva alguns observadores a chamar à velha Samarcanda uma espécie de Disneylândia, só frequentada por turistas e guias turísticos.

### Principais monumentos
| - Sítio arqueológico de Afrassíabe — Situado na parte nordeste da cidade, é o local onde foram encontrados os vestígios mais antigos de ocupação urbana de Samarcanda, datados do século VII ou VI a.C. Ali foram encontrados artefatos que vão desde essa época até ao século XIII. Os achados são conservados no Museu de Afrassíabe, situado no local. Entre eles estão as peças de xadrez mais antigas conhecidas.[carece de fontes?] - Observatório de Ulugue Begue — Construído pelo cientista e príncipe e timúrida Ulugue Begue entre 1424 e 1429, onde trabalharam cerca de 70 académicos, foi posto a descoberto em 1908 por um arqueólogo russo. Apesar do observatório ter sido destruído após a morte do seu fundador, atualmente ainda é visível a parte subterrânea do sextante gigante, que era usado para medir a altura das estrelas. Originalmente prolongava-se até ao cimo dum edifício de três andares.[carece de fontes?] |                                                                                          | |
| |                                                                                          | |
| Conjuntos monumentais - Reguistão — praça monumental que é o centro da cidade antiga - Shakhi-Zinda (ou Shohizinda ou Chah-e-Zindeh) — necrópole onde há vários mausoléus, os mais antigos deles do século XI - Conjunto de Abedu Darum - Conjunto de Abedu Berum |                                                                                          | Madraças - Ulugue Begue - Cher-Dor - Tillakori - Madraça Khoja Ahrar - Madraça Punjabi                                           |
| |                                                                                          | |
| Mausoléus e santuários - Gur-i Amir — mausoléu de Tamerlão - Mausoléu Ak-Saray - Mausoléu de Bibi Canum - Mausoléu de Ishratkhana - Mausoléu de Makhsum Baba - Mausoléu de al-Bukhari - Mausoléu de Ruhabad - Mausoléu de Almaturidi - Mausoléu de Murad Avliya - Mausoléu do Profeta Daniel (ou Mausoléu de Khoja Doniyor) - Mausoléu de Nuriddin Basir |                                                                                          | Mesquitas - Mesquita de Bibi Hanim - Mesquita Namazgah - Mesquita de Hazrat-Hizr - Mesquita Punjabi - Mesquita de Hoja-Nisbatdor |
| Mausoléus e santuários - Gur-i Amir — mausoléu de Tamerlão - Mausoléu Ak-Saray - Mausoléu de Bibi Canum - Mausoléu de Ishratkhana - Mausoléu de Makhsum Baba - Mausoléu de al-Bukhari - Mausoléu de Ruhabad - Mausoléu de Almaturidi - Mausoléu de Murad Avliya - Mausoléu do Profeta Daniel (ou Mausoléu de Khoja Doniyor) - Mausoléu de Nuriddin Basir |                                                                                          | |
| Mausoléus e santuários - Gur-i Amir — mausoléu de Tamerlão - Mausoléu Ak-Saray - Mausoléu de Bibi Canum - Mausoléu de Ishratkhana - Mausoléu de Makhsum Baba - Mausoléu de al-Bukhari - Mausoléu de Ruhabad - Mausoléu de Almaturidi - Mausoléu de Murad Avliya - Mausoléu do Profeta Daniel (ou Mausoléu de Khoja Doniyor) - Mausoléu de Nuriddin Basir | Outros monumentos - Chorsu — antigo bazar coberto - Igrejas — ver a secção "Cristianimo" | |

## Transportes
Transportes urbanos
A cidade tem um sistema de transporte público municipal que opera desde os tempos soviéticos. Os táxis, que outrora eram modelos sobretudo das marcas soviéticas VAZ e GAZ, atualmente são principalmente Chevrolets e Daewoos; a maior parte deles são amarelos. Os autocarros são o meio de transporte mais comum e mais popular; a maior parte deles são das marcas Isuzu e SamAuto, esta última fabricada em Samarcanda. Desde 2017 que há várias linhas de elétricos. Desde o período soviético até 2005 também havia tróleis. Outro meio de transporte público são os marshrutkas, um tipo de táxi coletivo comum nos países do antigo bloco soviético; usam sobretudo minibuses Daewoo Damas e GAZelle.[carece de fontes?]
Até à década de 1950, os principais meios de transporte na cidade eram carruagens e arabas (um tipo de carroça grande ou carruagem pesada, comum na Turquia), puxados por cavalos ou burros. No entanto, houve um carro americano (tranvia) a vapor entre 1924 e 1930 e elétricos entre 1947 e 1973.[carece de fontes?]
Ferrovia
Samarcanda é um centro ferroviário do Usbequistão; todas as linhas este-oeste passam pela cidade. A mais importante e mais longa é a Tasquente–Qoʻngʻirot. A linha de alta velocidade, que usa comboios da empresa espanhola Talgo, entre Tasquente e Bucara passa pela cidade. Há também ligações ferroviárias internacionais com a Rússia (Saratov e Moscovo) e com o Cazaquistão (Astana).[carece de fontes?]
Em 1879–1891 o Império Russo construiu a Linha Trans-Caspiana para facilitar a sua expansão na Ásia Central. A linha começava em Krasnovodsk (atual Türkmenbaşy, no Turquemenistão), na costa do mar Cáspio e terminava inicialmente em Samarcanda, cuja estação foi inaugurada em 1888. Uma década depois a linha foi estendida para oriente até Tasquente e Andijan e o seu nome foi mudado para Ferrovia Centro-Asiática. A estação de Samarcanda permaneceu uma das maiores e mais importantes estações do República Soviética Usbeque e da Ásia Central soviética.[carece de fontes?]
Transporte aéreo
O  Aeroporto Internacional de Samarcanda (IATA: SKD, ICAO: UTSS) foi inaugurado na década de 1930. Na primavera de 2019 tinha voos regulares para Tasquente, Nukus, Moscovo, São Petersburgo, Ecaterimburgo, Cazã e Duchambé, além de voos charter para outras cidades.[carece de fontes?]

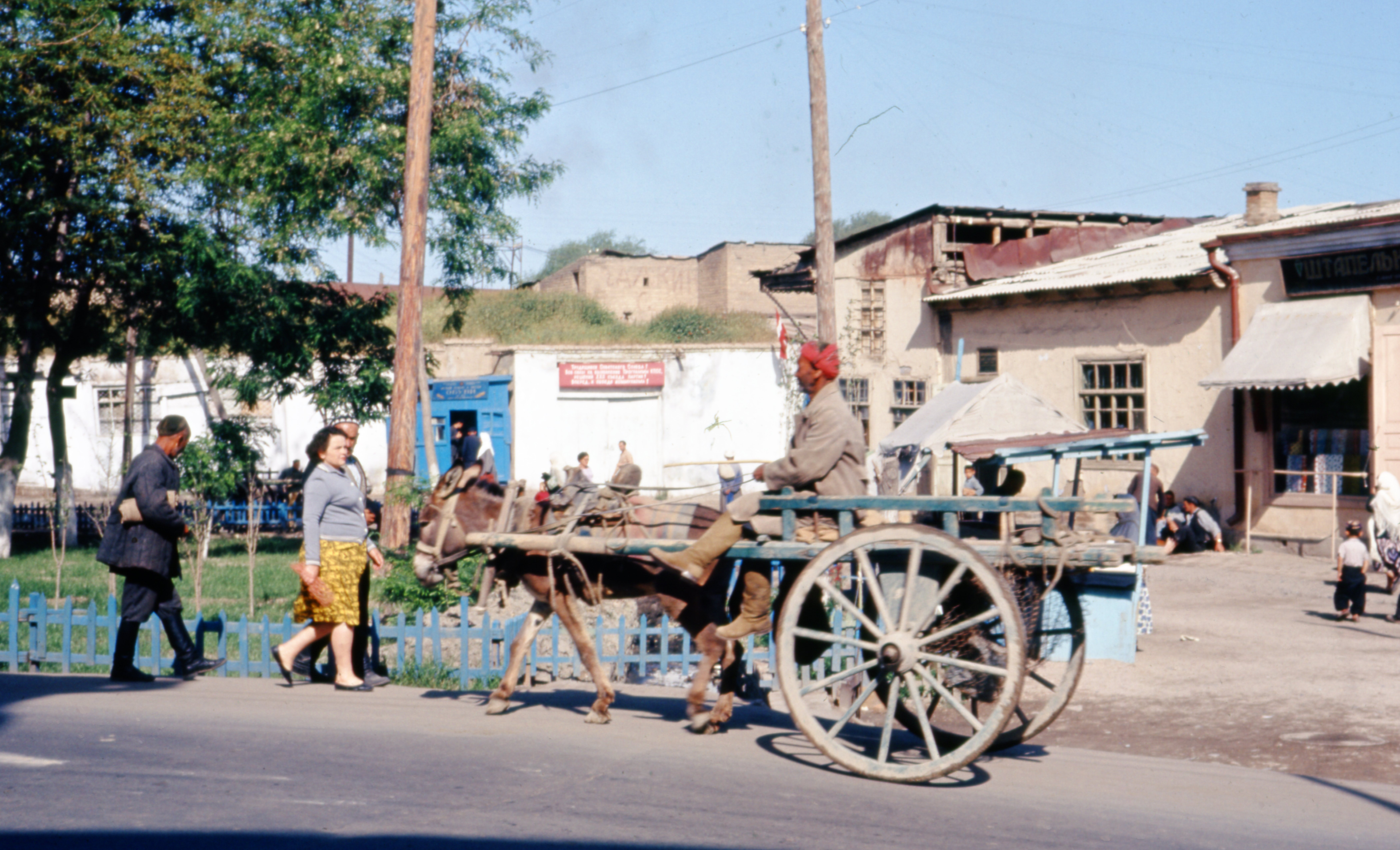
Araba em Samarcanda em 1964
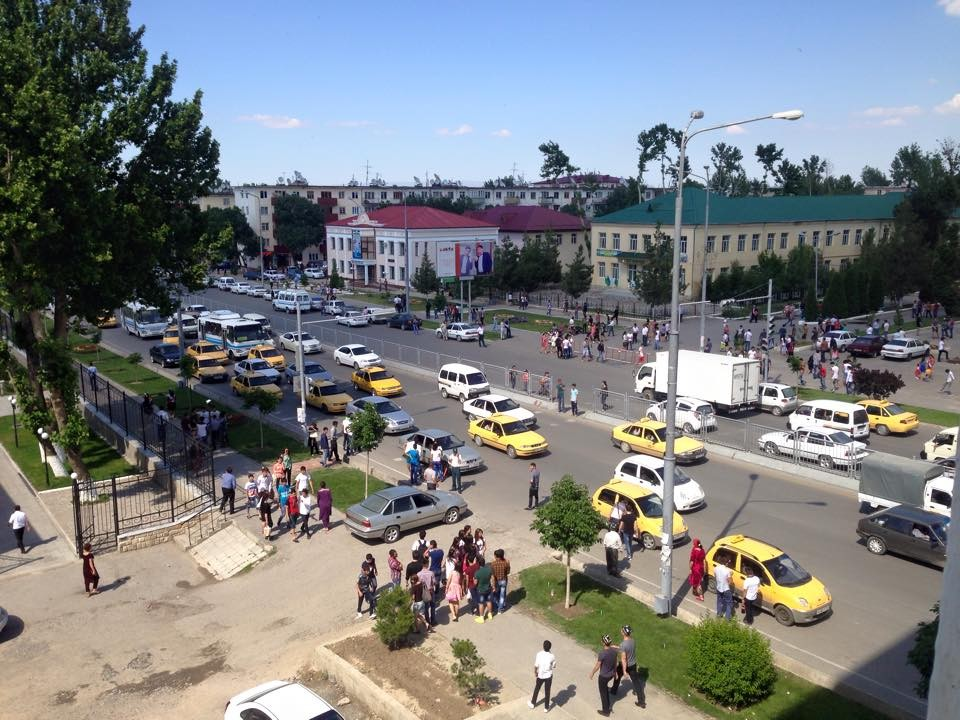
Avenida Beruni em maio de 2015, com numerosos táxis amarelos
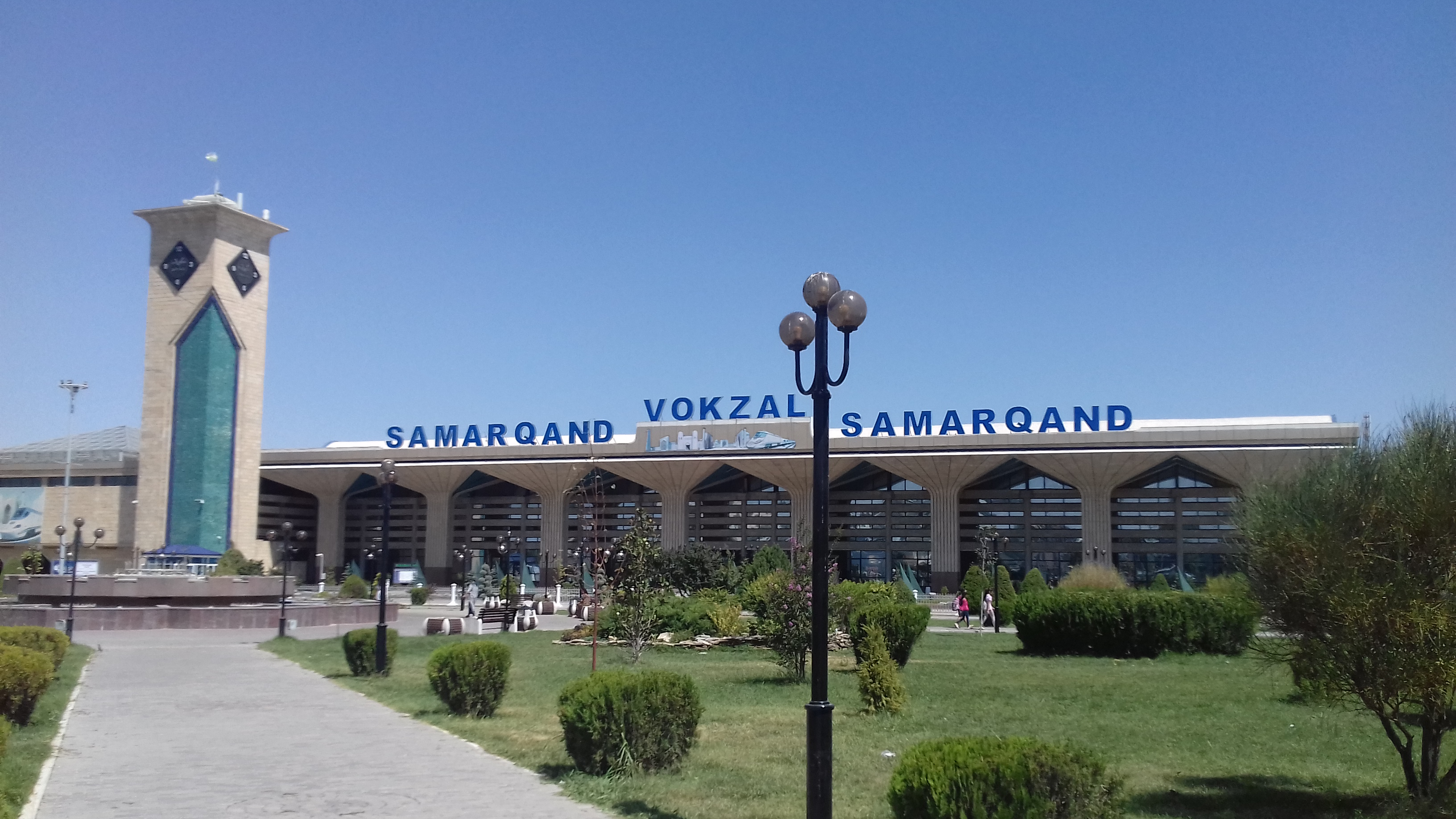
Estação de Samarcanda
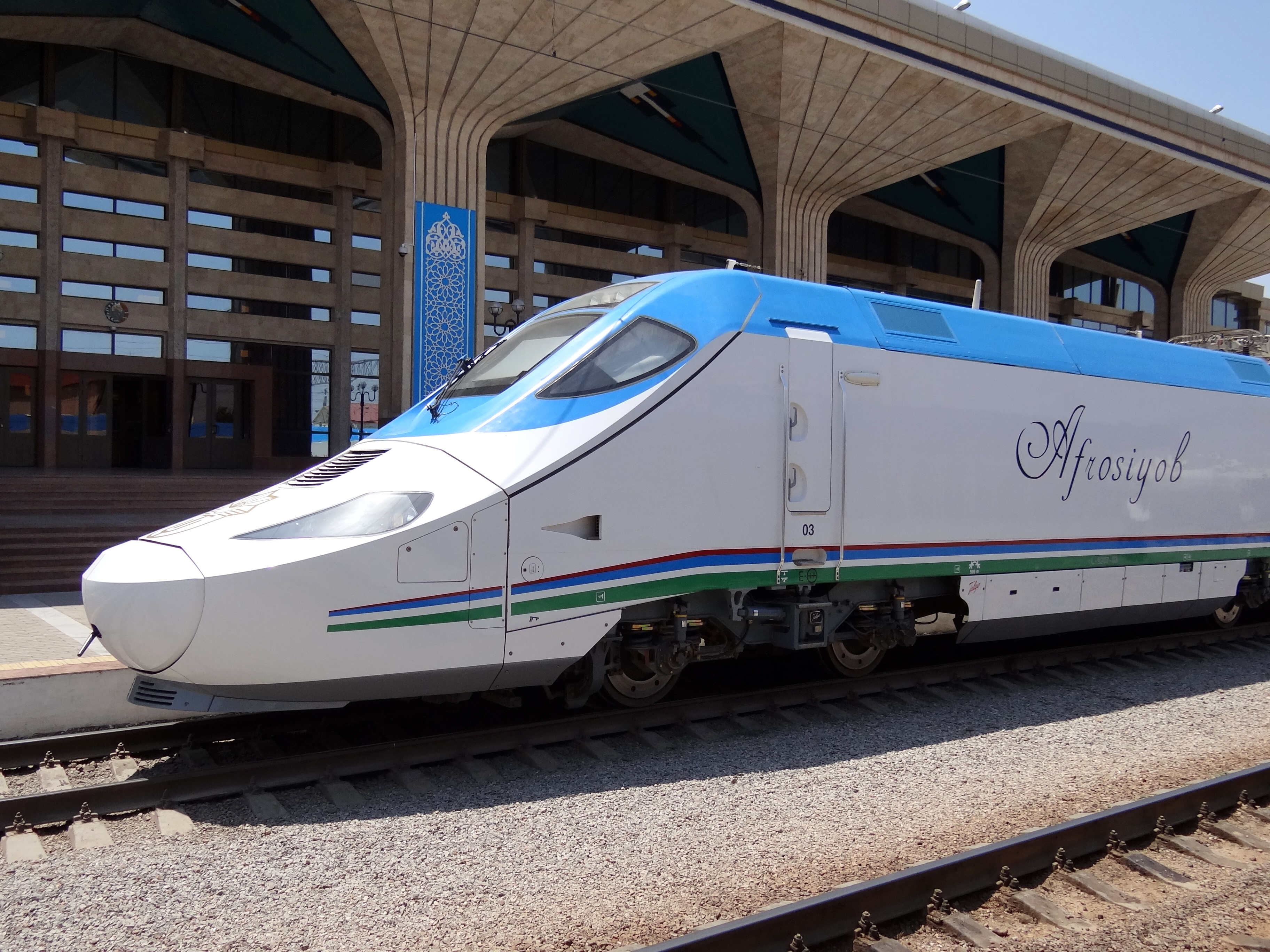
Expresso Afrosiyob, um comboio de alta velocidade, na Estação de Samarcanda

## Pessoas ligadas a Samarcanda

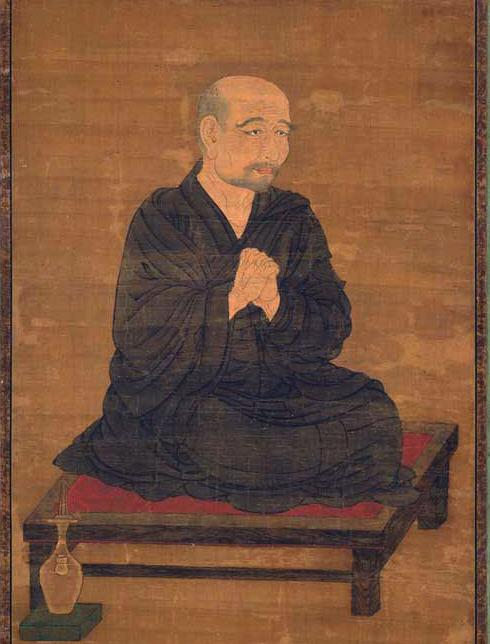
Amoghavajra

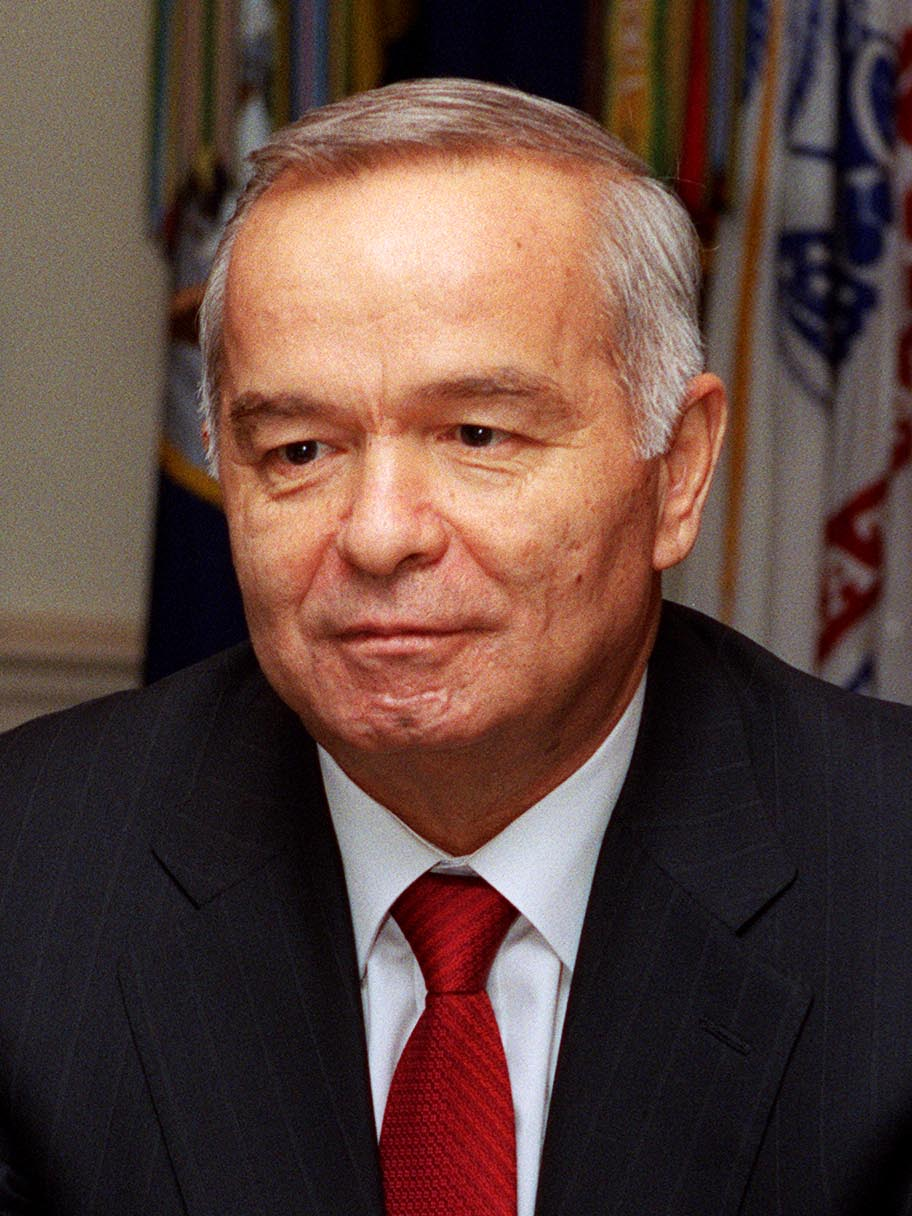
Islam Karimov

- Amoghavajra (705–774) — monge budista que foi um tradutor prolífico e que foi um dos monges budistas mais influentes politicamente da história chinesa e um dos patriarcas da escola Shingon
- Abu Mançor Almaturidi (852–944) — fundador da Maturidiyya, uma das principais escolas teológicas sunitas
- Nizami Aruzi (fl.  1110–1161) — escritor e poeta persa
- Suzani Samarqandi (m. 1166) — poeta persa
- Fatima al-Samarqandi (m. 1185) — académica islâmica
- Najib ad-Din Samarqandi (m. 1222) — professor de medicina
- Xameçadim de Samarcanda (c. 1250–1310) — astrónomo e matemático
- Alcaxi (1380–1429) — astrónomo e matemático persa
- Ali Cusji (1403–1474) — astrónomo, matemático e físico
- Malik Ibrahim (m. 1419) — um dos Wali Sanga (santos muçulmanos que introduziram o islão em Java), cuja origem é incerta, mas que uma das teorias é que seria natural de Samarcanda
- Kilich Khan (m. 1691) — nababo e general do imperador mogol Auranguezebe, avô de Assafe Já, fundador do Estado de Hiderabade
- Islam Karimov (1938–2016) — primeiro presidente do Usbequistão após a separação da União Soviética
- Irina Viner-Usmanova (n. 1948) — treinadora da seleção russa de ginástica rítmica
- Vladimir Vapnik (n. 1936) — académico de estatística e ciência da computação, pioneiro da área de aprendizagem de máquina
- Zarrukh Adashev (n. 1992) — lutador de artes marciais mistas

## Cidades gémeas
Antália (Turquia)
 Balque (Afeganistão)
 Banda Achém (Indonésia)
 Bremen (Alemanha)
 Cairuão (Tunísia)
 Cujanda (Tajiquistão)
 Cusco (Peru)
 Esquixequir (Turquia)
 Gyeongju (Coreia do Sul)
 Istambul (Turquia)
 Jūrmala (Letónia)
 Kiev (Ucrânia)
 Krasnoiarsk (Rússia)
 Laore (Paquistão)
 Liège (Bélgica)
 Lyon (França)
 Lviv (Ucrânia)
 Mary (Turquemenistão)
 Cidade do México (México)
 Nixapur (Irão)
 Nova Deli (Índia)
 Plovdiv (Bulgária)
 Rio de Janeiro (Brasil)
 Samara (Rússia)
 Xiam (China)

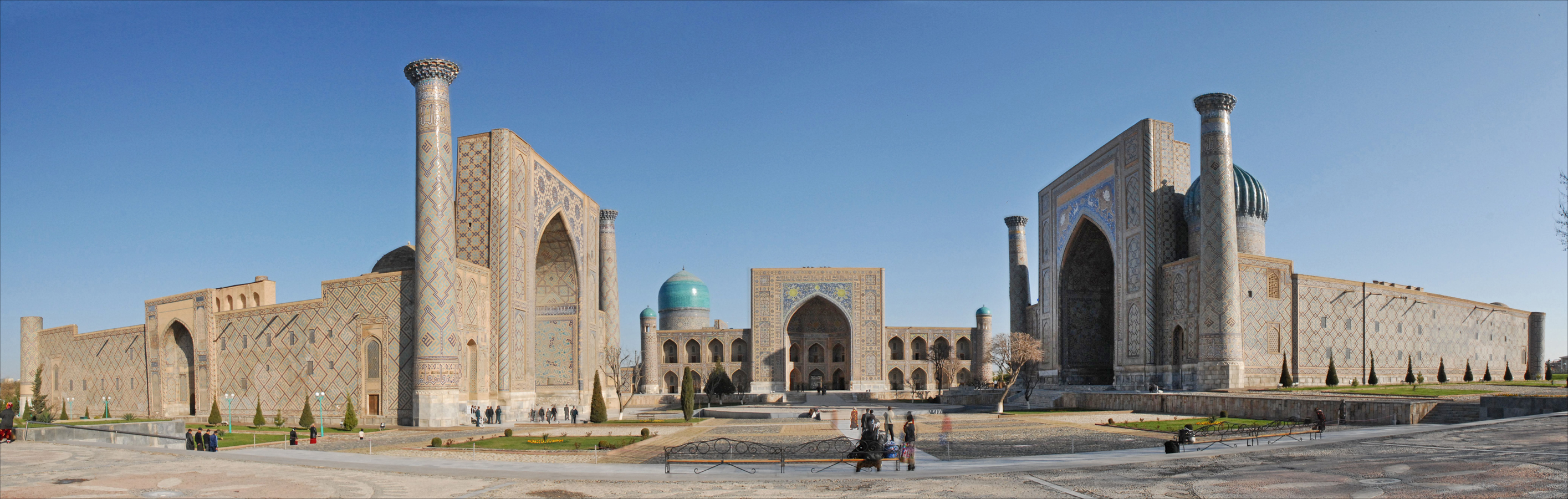
Reguistão
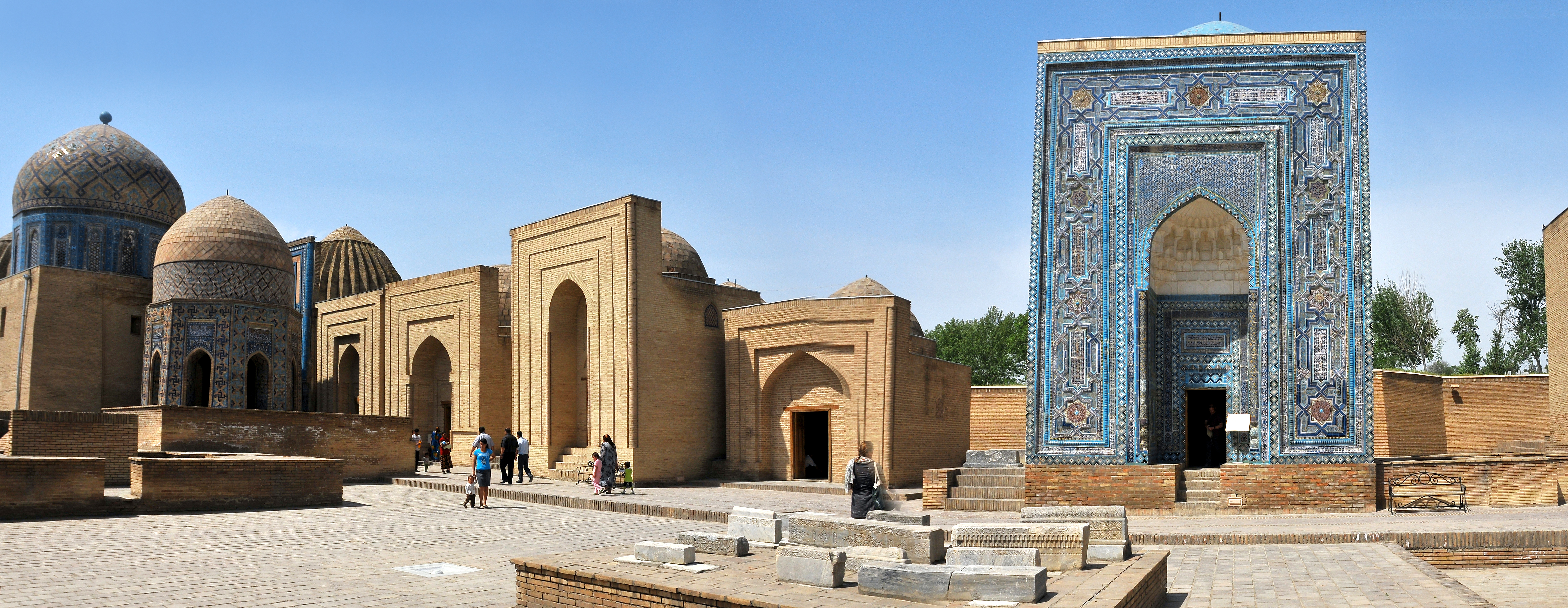
Necrópole de Shakhi-Zinda (ou Shohizinda ou Chah-e-Zindeh)